# 京王6000系電聯車
京王6000系電聯車（日语：／ Keiō 6000-kei densha */?）為京王電鐵京王線用的通勤型電聯車。自1972年至1991年間製造了304輛，運用至2011年為止。是以駛入都營地下鐵新宿線為前提所設計的，為京王首次採用的20米級車體。於京王線全線、都營地下鐵新宿線運用後，自1998年開始到2011年3月為止，除改造為事業用車的3輛與靜態保存的1輛之外，全車廢車、解體。
於本條目中京王線上的東側以「新宿方向」、西側以「京王八王子方向」來表現。如有必要以編組單位標示的場合，採新宿方向先頭車的車輛番號作為代表，以「6731編組」來表現。在京王中，是以京王八王子方向的先頭車為1號車來進行號車番號的標示，但於本條目中，仿效各類文獻以新宿方向為左側來進行編組表標示，文中譬如以「第2輛」來記述的場合，則代表為自新宿方向數來的第2輛。

## 概要

### 登場的經緯

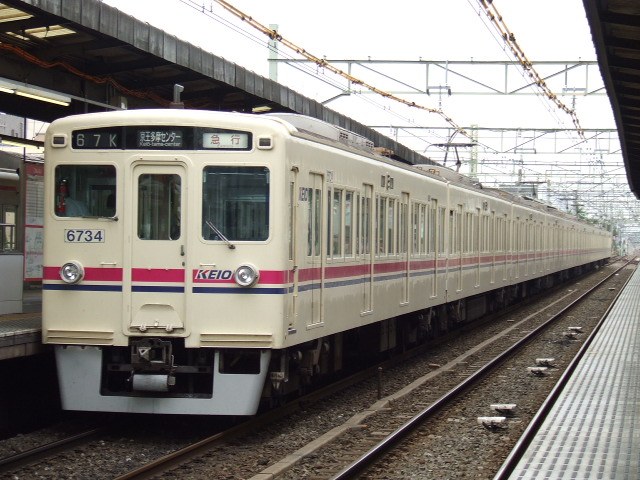
新宿線直通運行運用時入站的6734編組

基於三多摩地區開發的沿線人口增加、相模原線延伸後的駛入多摩新市鎮，與都營地下鐵10號線（後為都營地下鐵新宿線，以下表示為新宿線）的直通運行構想，預測到京王線的乘客將會増加，在有必要準備相當數量車輛的壓力下，構想出了壓抑住製造、保養費用的6000系新型車輛。新宿線建設當時已經開業1,435公釐軌距1號線（後為浅草線）的東京都，在曾將京成電鐵駛入1號線時附近段落的線路軌距由1,372公釐改為1,435公釐的事例，與1,372公釐軌距本身的特殊性下，和運輸省（當時、2001年後為國土交通省）一同向京王要求進行改軌，但最後因改軌工程中運輸能力確保困難等理由而決定不進行改軌。

### 車輛特徵
6000系是京王線首款全長20米、雙開式車門、4門車的車輛，為了實現於新宿線直通運行規定最大寬幅2,800公釐下擁有與最大寬幅2,844公釐的京王5000系電聯車相同之2,600公釐室內寬幅而在設計上下了工夫，是在6輛編組下擁有與5000系7輛編組匹敵之收容力的車輛。與車體地板寬幅從5000系的2,700公釐擴寬為2,780公釐一起，進行了20米車輛導入時曲線上會產生妨礙的月台修正等的準備，但車輛的設計需要時間來進行認可。
於6000系上京王首次採用了電子控制式氣軔，主控制器則採用了與制韌控桿一體化的單柄主控桿。
1962年時雖已有全不鏽鋼車體的3000系於井之頭線服役，但6000系仍延續了5000系的碳鋼車體，在象牙色車體的車窗下方有一圈臙脂色的帶狀塗裝。依據製造當時的法令，6000系是以能夠滿足A-A基準而設計的。
先頭車全車為東急車輛製造（以下稱東急）所製，中間車除東急製25輛、日立製作所（以下稱日立）製7輛外皆為日本車輛製造（以下稱日車）所製。

### 簡史
1972年入線的6組6輛編組之制軔裝置採用的是和5000系幾乎相同的電阻控制，但從1973年開始製造的車輛則變更為了激磁斬波控制。當初5000系被定位為特急用、6000系則是急行用，性能上也有所對應。
1975年以將新造車輛搭配進既存編組的方式開始進行8輛編組化，於平日也開始以特急來進行運用。以6輛編組的型式製造的12編組雖全都搭配新造車輛8輛編組化了，但電動車與非電動車的MT比比率並非製造時所預定的1:1，而是變更為電動車5輛、非電動車3輛（5M3T），激磁斬波控制的6編組為8輛固定編組，電阻控制的6編組分割為高尾山口方向與京王八王子方向的5輛＋3輛編組以在假日時也能充當特急運用。自此以後8輛編組為製造上的基本編組。
1980年開始駛入新宿線時，由於性能上有讓後繼編組將故障編組推上33.3‰坡道的要求，而有了增加1輛電動車改為6M2T編組的必要，隨著一部分編組對中間車進行電動車化與搭載新宿線用保護裝置，新宿線直通運行對應的編組全車車輛番號後2碼更改為自31或81開始的號碼（30番台），自此以後直通運行對應編組與京王線專用編組的製造為並行處理。
1981年開始為了讓一部份列車於上午的尖峰時段能以10輛編組來運用，而製造了增結用的2輛編組，但番號與8輛編組同樣有區分為新宿線直通運行對應與京王線專用。
1984年被定位成是6000系的車體不鏽鋼化的後繼車輛7000系登場後，伴隨著相模原線延伸、新宿線直通運行運用組數增加以及10輛編組的擴大而仍繼續進行製造，4門車的製造在持續到了1990年，歷經19年的新車輛製造於1991年製造完尖峰時段緩和用的車門5門化4組5輛編組後畫下了句點。
1970年代後半更改番號以後5+3輛編組從車輛番號後2碼01（51）開始番號為0番台，京王線專用編組的8輛編組與2輛編組則同為10（60）開始的10番台，20番台為5門車，而直通運行對應的8輛編組2輛編組則是30番台。

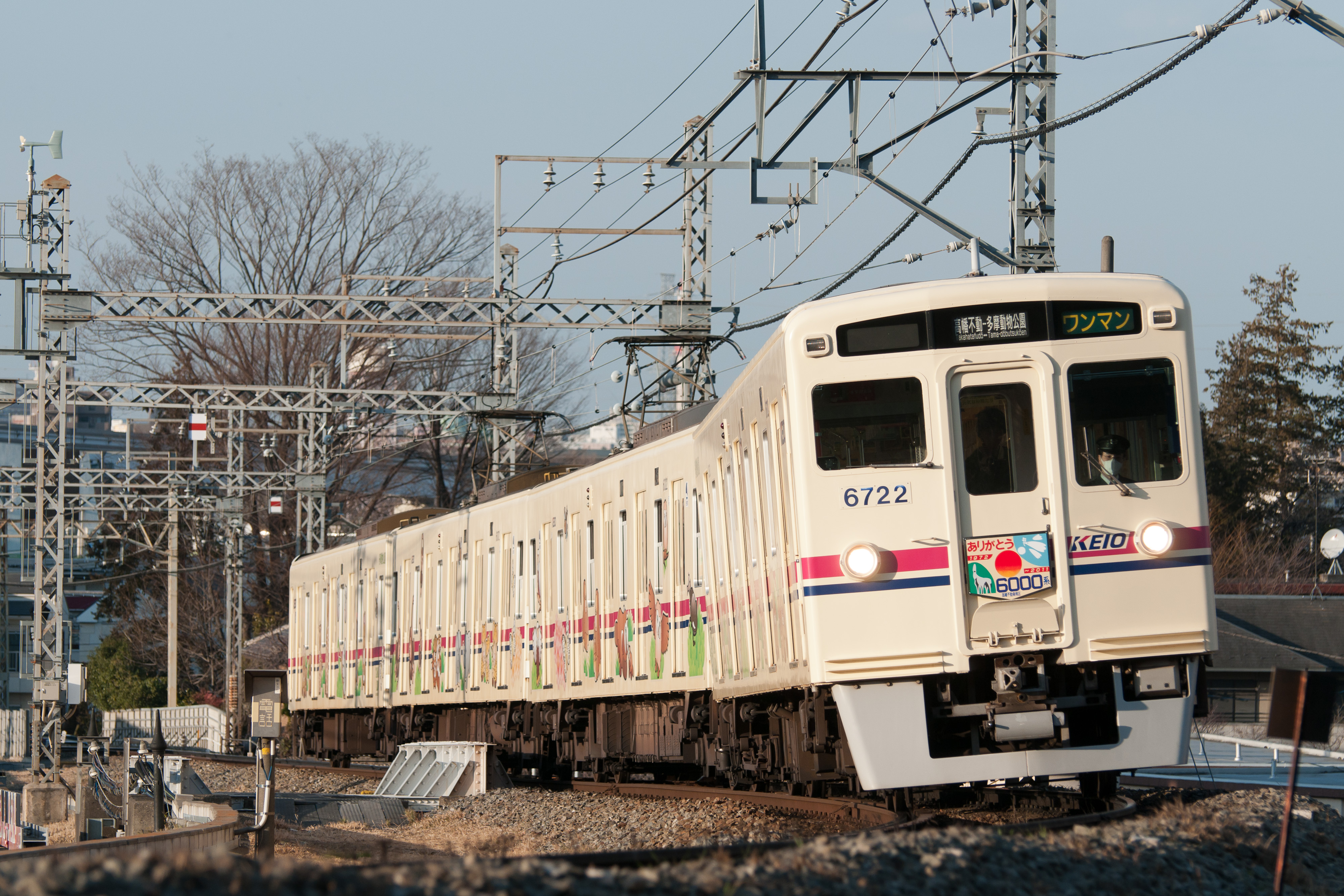
裝上道別車頭牌的6722編組

1998年以電阻控制車為先開始進行廢車處理，自2001年激磁斬波控制車、新宿線直通運行對應車雖然也開始進行廢車處理，但當時因新宿線用ATC的雜訊容限低，使得VVVF變頻控制的車輛無法直通運行，而將被9000系替換下的使用年數尚短的京王線專用8輛編組改造為新宿線直通運行對應用，並對使用年數長的一部份直通運行對應編組進行廢車處理。
2000年時因尖峰時段的混雜在長編組化等的對策有了緩和而將2編組5門車改造為4門車，2002年10月時將全編組的臙脂色帶狀塗裝變更為和8000系同樣的京王紅與京王藍。
2006年新宿線在更新信號設備，VVVF變頻控制車的直通運行可行後，9000系的新宿線直通運行對應編組的登場，加速了6000系的廢車處理。2009年6000系從新宿線直通運行中脫離，到2010年為止8輛編組的全車進行了廢車處理。以9000系增結用或競馬場線用來運用的一人駕駛對應的2輛編組，和同為一人駕駛對應的動物園線用5門車4輛編組雖都殘存到了2011年，但在2輛編組在同年1月、4輛編組全車在3月被替換為7000系結束了載客運用。
除2004年時改造為事業用車的3輛外，有1輛在若葉台工場保管後，於2013年移動到京王鐵道遊樂園靜態保存，另外尚有2輛的操縱臺部分同樣也展示在京王鐵道遊樂園，其餘的部分一樣進行了解體處分。

## 京王車輛史中的定位

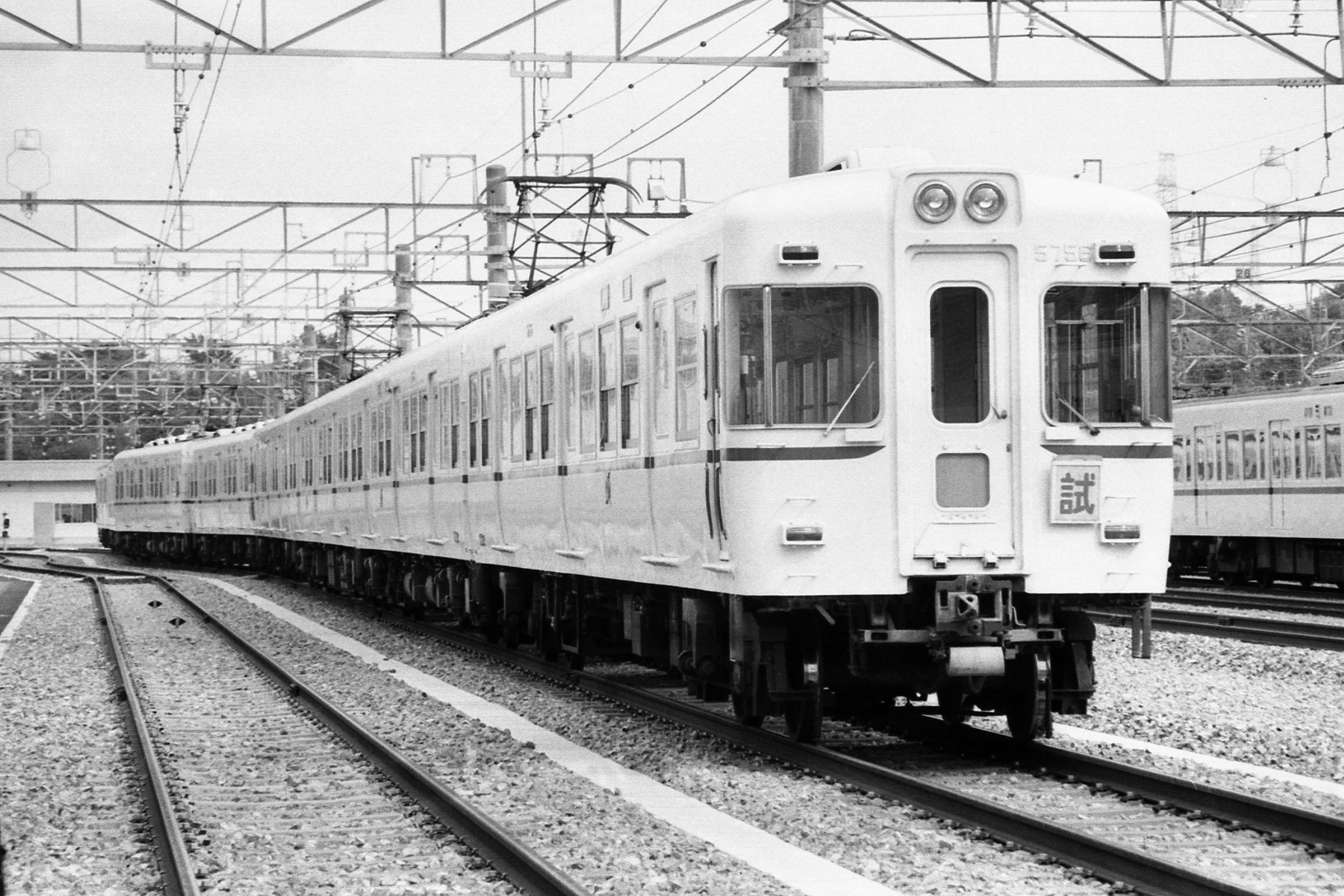
6000系「前代」的5000系

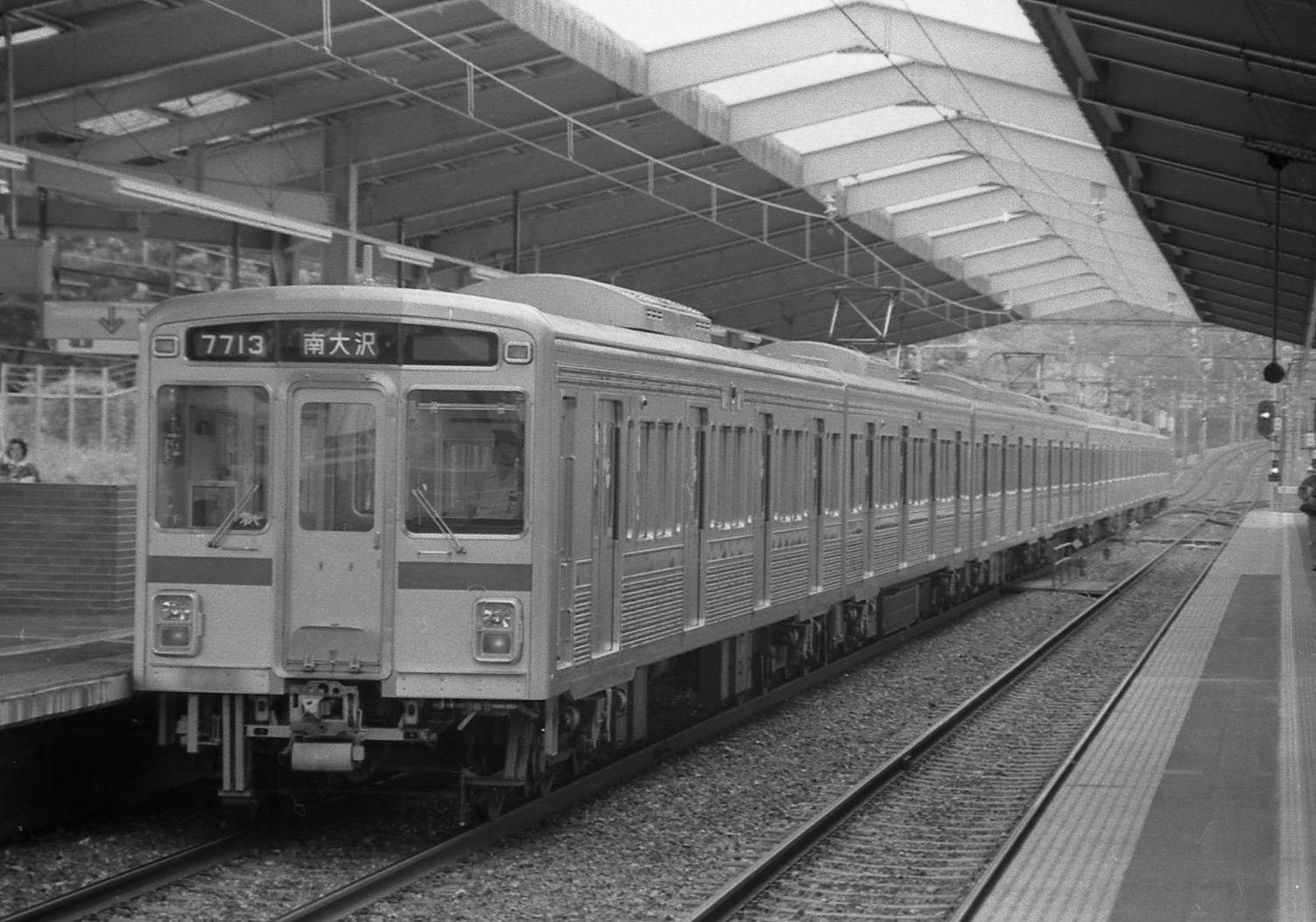
6000系「後代」的7000系

6000系是針對5000系的全長18米，在修正京王線的建築界限下，首次採用的全長20米之京王線用車體。於6000系後的7000系、8000系、9000系同樣為20米車體，但是自7000系開始都採用不鏽鋼車體的關係，6000系是京王線用中唯一採用20米車體的碳鋼製車輛。6000系的地板（底架上方）寬幅從5000系的最大2,700公釐擴增到2,780公釐的關係，而對月台進行了修改，同時5000系以前的車輛則是對出入口的踏板進行了擴寬的工程。
最初的6編組在制軔方式上採用了和5000系幾乎相同零件的電阻控制，除此以外的則都是採用激磁斬波控制，而後繼的7000系也採用了幾乎相同的控制方式。電子控制式氣軔與T形的單柄主控桿在不斷改良之下，也採用在了6000系以後的京王線用車輛上。
相對於使用了多種轉向架的5000系，6000系統合為幾乎同一型態的2種轉向架，基本構造繼承到了7000系與最終製造車輛外的8000系為止。
6000系從製造時就已全車裝備空調設備，初期時的先頭車雖是採用集約分散式空調設備，但從中途開始便統一為集中式空調設備，後京王線的車輛在直到9000系為止都沒有採用集約分散式。
於1972年4月到1991年3月之間，製造出了6000系304輛加上7000系132輛共436輛的車輛，來自井之頭線的轉用車20輛、2600系15輛、2000系、2010系、2700系合計103輛、5000系17輛、5100系24輛共179輛車輛則進行了廢車處理。京王線的車輛總數增加了257輛，所謂的綠色車廂與吊掛式傳動車輛在這段期間全車廢除。
6000系304輛車的廢除在1998年1月到2011年3月間進行，這段期間中製造出了8000系40輛、9000系264輛共304輛的車輛。用來代替6000系的車輛皆採用了VVVF變頻控制與不鏽鋼車體，在6000系全廢之下京王線的營業用車不再有碳鋼製的電聯車。採用和6000系幾乎相同制軔設備的7000系VVVF化改造工程雖和6000系廢除為並行處理，在工程結束下京王線不再有激磁斬波控制車時已是6000系全廢後的2012年。

## 外觀
在駛入新宿線的應對上，京王首次採用了20米長、1,300公釐雙開4門的車體。為了要在新宿線直通運行協定規範的最大寬幅2,800公釐下實現與最大寬幅2,844公釐的5000系相同的2,600公釐室內寬，車窗採單片下降式來降低車身厚度。車體外寬為了能在同尺寸下車體不鏽鋼化能追加波型而為2,780公釐，在延續自5000系的象牙色車體的車窗下則有臙脂色的帶狀塗裝。於登場前曾檢討過在車窗上方也塗上紅帶，但未能實現。為取代以往裝在車輛上的社徽而改裝上代表京王帝都電鐵縮寫的KTR銘牌。
外表是以凹凸或曲面不多的平面為重，而客室內屋頂高度也為了增高而做成接近平面的樣子。側窗為有框條的單片下降式，窗戶可以下降至由地板算起高1,300公釐的位置。於收納車門的位置設有戶袋窗，而戶袋窗也同樣有裝上框條。框條的角落為角狀是為了盡可能拓廣視野。車門配合身高的向上發展，由5000系的1,800公釐變更為了1,850公釐。

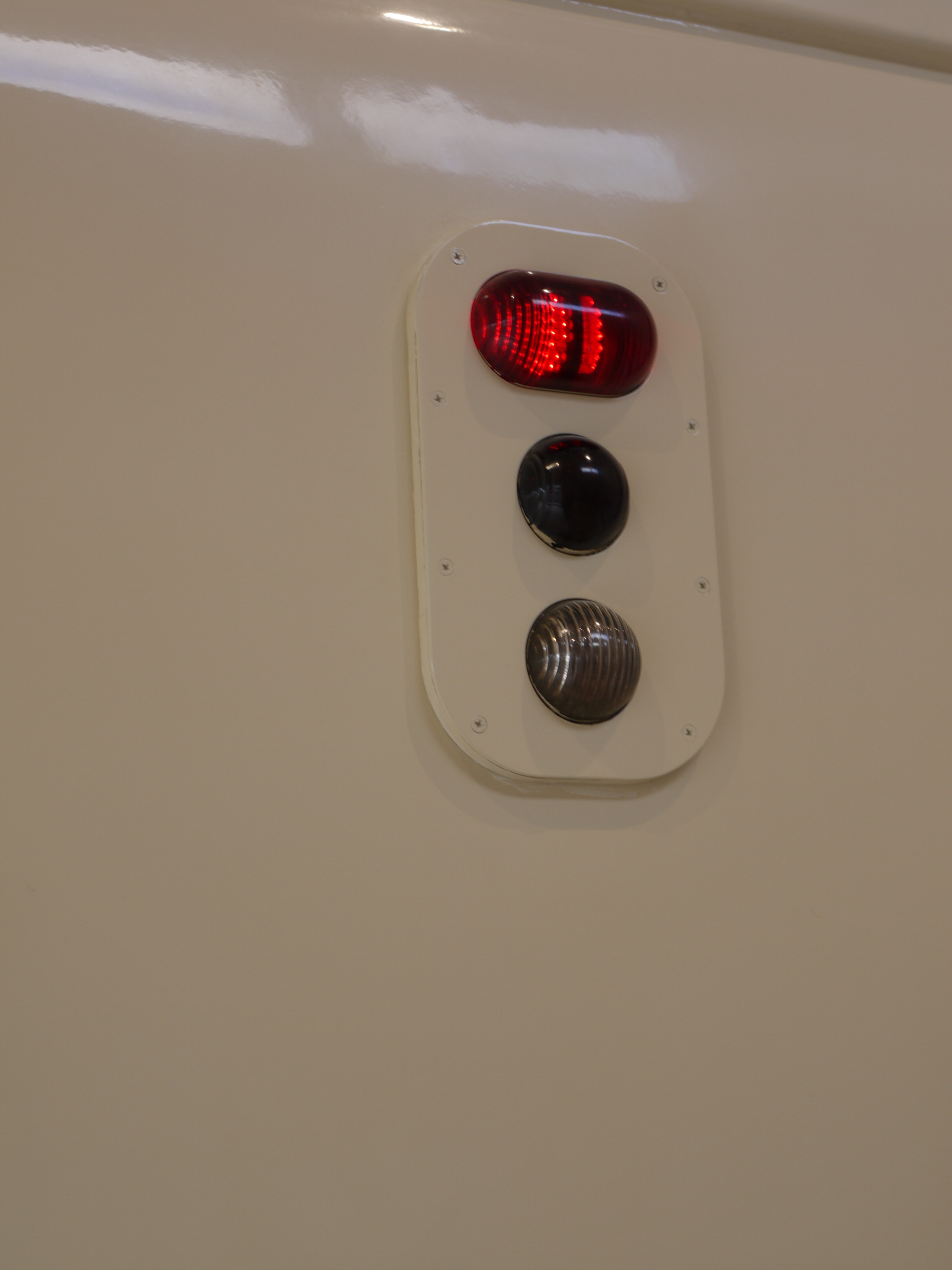
一體化的車身側燈
由上開始為關閉車門、緊急通報、不鬆軔

關閉車門表示、緊急通報、制軔不鬆軔的3個表示燈集中設置於車體中央部車窗的上方，而在表示燈的兩側則設有種別與行進方向的表示裝置。
車體前端設置有能在地下線運行時緊急逃生與複數編組時安裝風擋用的600公釐貫通門。車體正面是以貫通門為中心開始有著緩和後退角的折妻構成。最初的3編組一開始沒有風擋的底座，而是後來才追加的。風擋的底座自第4編組以後在製造的同時就有了。6000系在剛登場時貫通走道兩側的臙脂色帶與5000系同樣會逐漸變細，但之後馬上就被變更為一定的寬幅。因為在貫通走道的上方有行進方向、正面左側窗戶上方有種別表示以及正面右側窗戶上方有行駛番號表示裝置的關係，車頭燈是設置在正面兩側的窗戶下方。在窗上表示裝置的兩側設置有尾燈與通過表示燈兩用的四角形燈具，為了讓表示燈在夜晚看起來顯眼，表示幕使用了黑色為底，各表示裝置的周圍也塗成了黑色。在剛登場時是以3分割的方式只在各裝置周圍塗上黑色，但之後馬上就變更為了一體化的塗裝。在車掌室窗戶周遭設置有繼電器收納箱的關係，正面右側的窗戶上下尺寸比駕駛座側的還要小，為了取得平衡在窗戶下方裝了車號牌。
在1992年左右，先頭車正面下方裝上了排障器，2002年時帶狀塗裝的顏色變更為京王紅與京王藍，除此以外再也沒有進行過會大幅改變外觀印象的大改造。

## 內部裝修
座椅為長條式並貼有褐色的絨毯。牆壁顏色延續5000系所使用的象牙色系。天花板的冷風導管以製作成向兩側延伸的方式來降低厚度，天花板到床面因此可達到相距2,210公釐的高度。為了確保車內的照度，車內燈具裝在離乘客距離較近的冷風導管上，除此之外先頭車與中間車的天花板裡分別裝了9台、10台的送風機。座椅上的扶手為了讓成坐著的乘客和站著的乘客靠著都不會感到不適而下了一番工夫。為了增加冷暖房的效果，中間連結部所設置的是拉門。

## 駕駛室

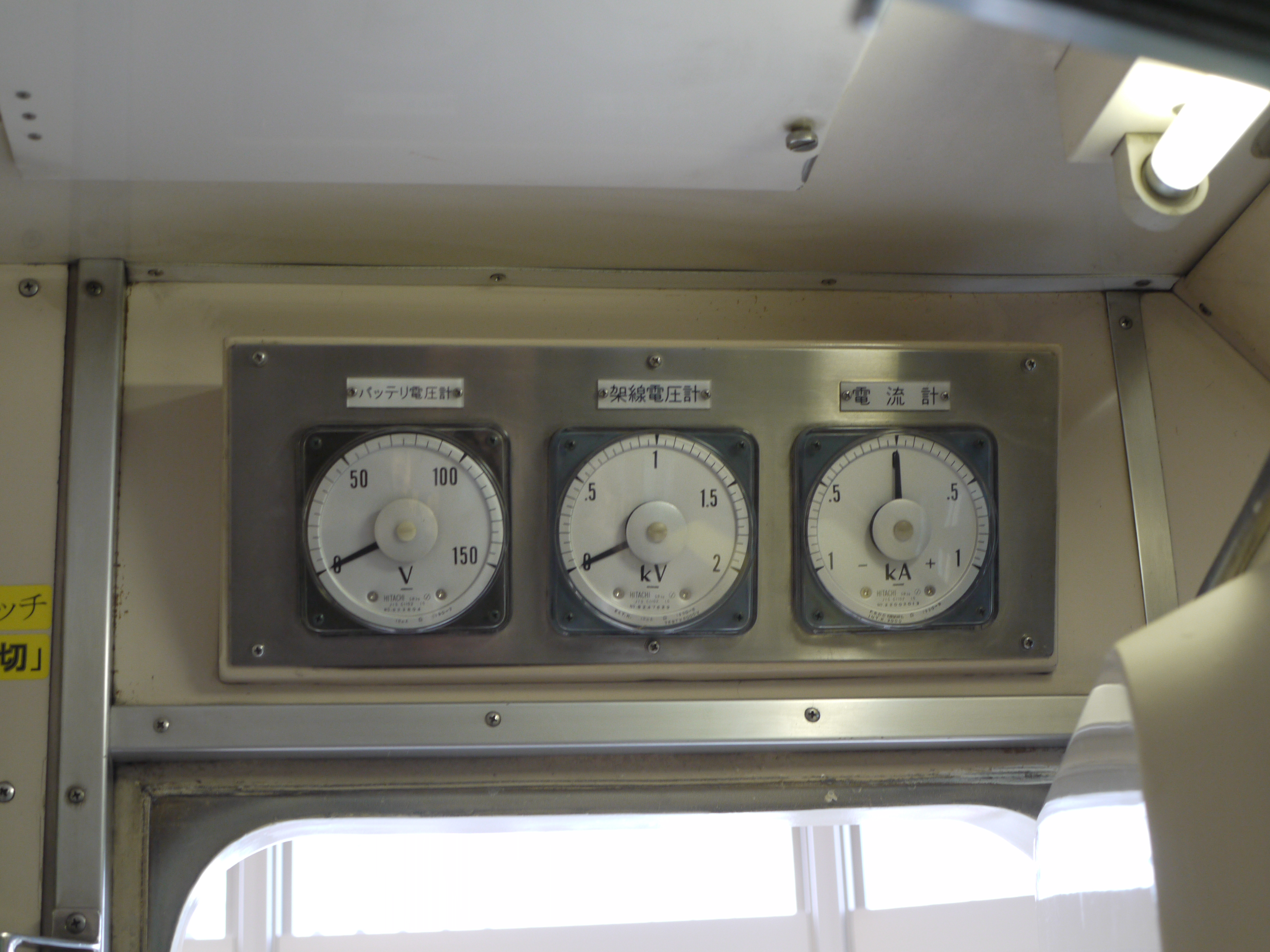
設置在駕駛室側門上的儀表

在歷代京王車輛中首次採用了單柄式的主控制器。在設計時曾因到底是要採用向前推或是往後拉來制軔起了爭論，最終則是仿效較早登場的東急8000系採用了向前推的方式。儀表類在司機面前只配置了最小限度的車速表、壓力表以及一部分開關，而電流表、電壓表為了讓陪同的職員方便確認設置在了駕駛室側門上方。針對ATC的設置，在速度表的外側留下了能夠表示車內信號的空間。在駕駛室中央部當成貫通走道使用時，操縱室與車掌室為可以互相隔開的構造。雨刷採用的是沿用自汽車的電動式雨刷。

## 主要機器

### 行駛相關裝置
1972年製的6編組採用的是電阻控制，而且是和5000系最終製造車幾乎相同的日立製主控制裝置MMC-HTB-20J（串聯11段、並聯7段、弱磁6段）而主電動機採用的是日立製HS-834Crb以及東洋電機製造（以下稱東洋）製TDK-8520A（出力150 kW、端電壓375 V、額定電流450 A、回轉數1,450 rpm）的直流串激電動機。5輛編組、6輛編組在以デハ6000形來單獨運用的場合為永久直聯控制，而電阻制軔將無法使用。
1973年以後隨著主迴路變更成激磁斬波控制採用了再生制軔，主控制器則是日立製MMC-HTR-20B（直聯14段、並聯11段），而主電動機採用的是日立製HS-835Grb或HS-835Jrb以及東洋製TDK-8525A或TDK-8526A（出力150 kW、端電壓375 V、額定電流445 A、分激激磁電流28.3 A、回轉數1,500 rpm）的直流複激電動機。電阻控制車也同樣在以デハ6000型來單獨運用時為永久直聯控制，但可以使用再生制軔。在計畫中從一開始就不打算編為電動車組的デハ6400型，因空間上的限制而採用了和其他型式不同的機器，主控制裝置則是日立製MMC-HTR-10C（永久直聯14段）。在5000系時主電動機多為日立製的，但從6000系開始則是以東洋製的為主。
驅動裝置採用的是TD平行萬向驅動，電阻控制車的傳動比為85:14，而激磁斬波車的傳動比為85:16。另外在數年後有部分車輛更換為和7000系共通的WV驅動裝置。
控制裝置採用的是日本空氣制軔製的全電子式電磁直通制軔（HRD-1）。

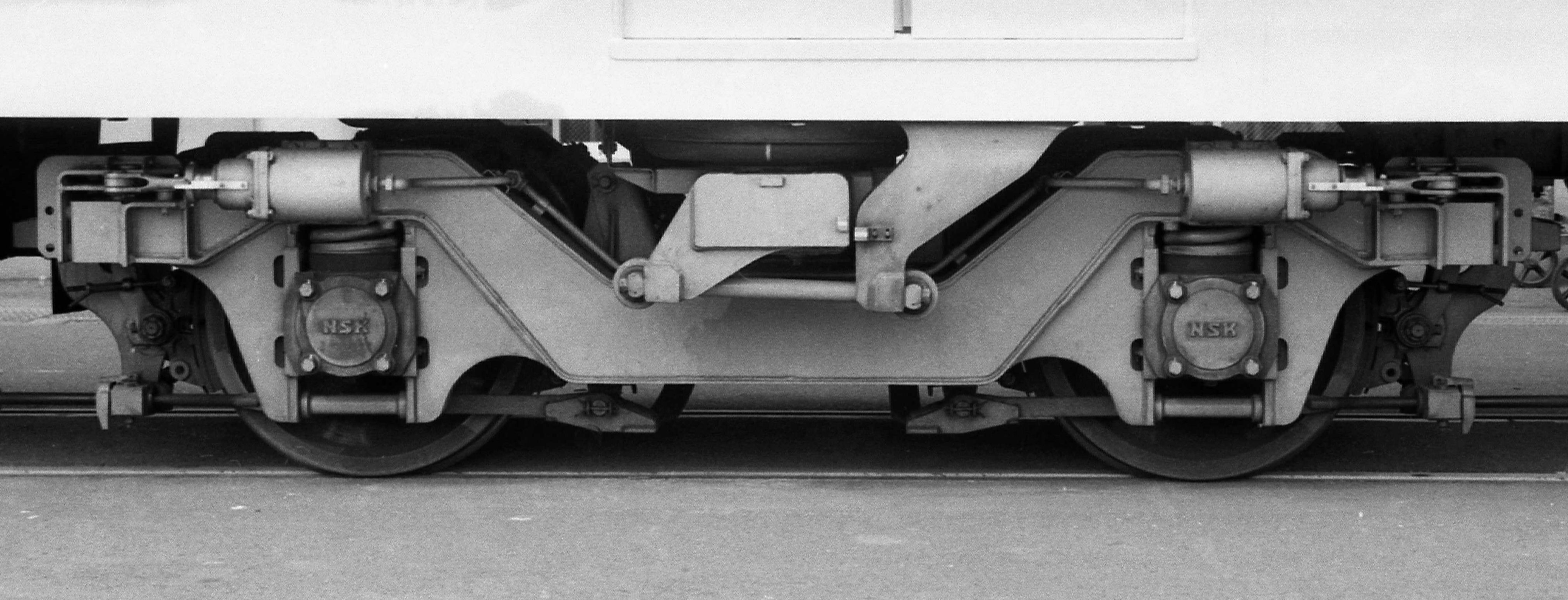
TS-809轉向架

5000系雖採用了眾多種類的轉向架，但從6000系以後的各型式車輛則是有所統一的版本。採用的轉向架為車體直結式空氣彈簧、守式軸箱支持的東急製TS-809動力轉向架以及TS-810付随轉向架。激磁斬波控制車的轉向架對應再生制軔的使用，在型式上變更為TS-809A。TS-809的軸距為2,200公釐、TS-810為2,100公釐，而所有轉向架皆裝備有雙扣式踏面制軔。サハ6550型因為考慮到會進行電動車化的關係，而全都裝備了電動車用的TS-809系，クハ6801－クハ6806則是沿用來自サハ6551－サハ6556的TS-809改。デハ6456一開始裝備的是將軸箱支持方式改為山形積層橡膠式的TS-901試作轉向架，但過了1年左右就更換成了TS-809A。

### 補助設備
集電裝置採用的是東洋製PT-4201型集電弓，除了裝在京王八王子方向的デハ6000型、デハ6400型、デハ6450型全車以及2輛編組的クハ6750型之外，一部份的デハ6050型也有裝備。
6000系使用了5種有4種容量的輔助電源裝置。1972年製的のサハ6550型與1973年製的デハ6050型、サハ6550型搭載的是容量130 kVA的HG544Er電動發電機（MG），1972年製的デハ6050型搭載了容量75 kVA的HG584Er電動發電機，除此以外的4門車則是搭載容量130 kVA的TDK3344無刷電動發電機（BL-MG）。HG854Er在1972年製造車的5+3輛編組化時移植給了デハ6450型，在此同時クハ6751－クハ6756移植上了從井之頭線用3000系而來的TDK362/1-B電動發電機（容量7 kVA）。在這之後大多數的HG544Er都被更換成了TDK3344。5門車所採用的是SVA-130-477SIV。在1983年左右デハ6261試驗性的搭載了SIV。
除了2輛編組以外，每分出風量2,130公升的HB-2000以及和1987年以後的製造車同一性能的小型低噪音的HS-20D電動空氣壓縮機，在3、5輛編組用的クハ6700型、デハ6050型與サハ6550型全車上各搭載了1台。2輛編組因為車體下的空間限制，而採用了移植自井之頭線的毎分出風量1,120公升的C-1000，而搭載車輛為デハ6400型。

### 空調設備
1972年製造的控制車搭載了4台集約分散式能力9.3 kW（8,000 kcal/h）的東芝製空調設備。1973年到1976年所製造的控制車雖為可搭載5台同一空調設備但實際只搭載了4台，中央的空缺的1台僅是安裝上外框而已，直到1986年時才搭載了第5台空調設備。1972年製的中間車與為了和其搭配進行8輛編組化而製造的デハ6450型，搭載了1台日立製的集中式34.9 kW（30,000 kcal/h）空調設備，但在1991年時更換為了集中式46.5 kW（40,000 kcal/h）的空調設備。除此以外的4門車全車搭載了集中式46.5kW的空調設備，另外只有5門車裝的是48.8 kW（42,000 kcal/h）的空調設備。因為空調設備的壽命約15年左右的關係，在中途會進行數次的交換，變更為不同型式的設備，在那之中也曾經和3000系或5000系的設備進行過交換。搭載冷房能力為46.5 kW的設備的車輛大多數都更換為了48.8 kW的設備。

## 型式構成
6000系的車輛以下列的型式所構成。各型式除一部分例外以外，固定編組中的後2碼為同一番號又或者是同一番號＋50。在本章節中記述到1991年車輛結束生產為止。「デ」代表為控制電動車以及電動車，「ク」代表為控制車，「サ」代表為拖車を、「ハ」代表為普通座位車，型式名以使用2個上述片假名代號所組成。各車輛的製造年月請參照章節尾端的表格。

### デハ6000型

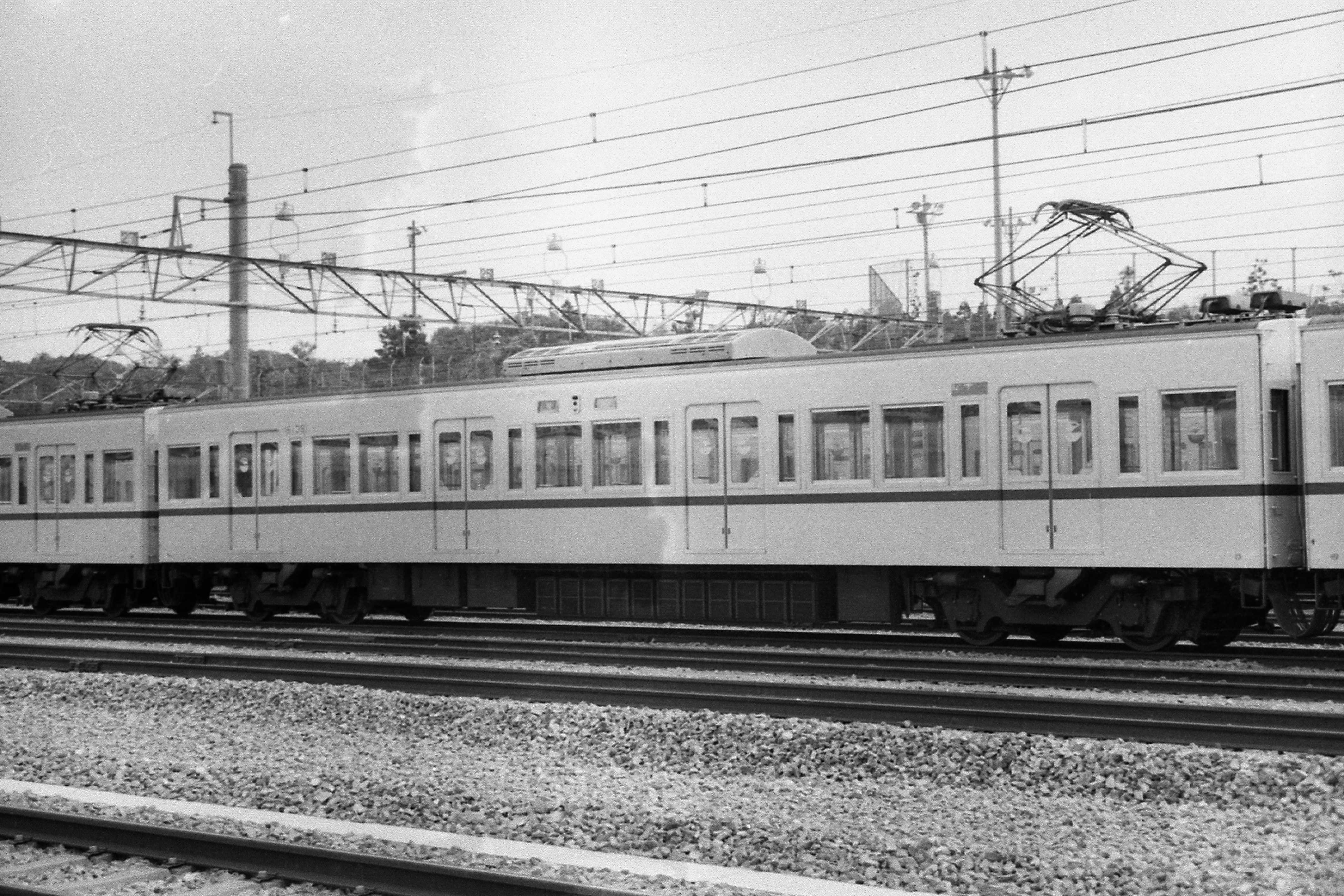
デハ6000型

為搭載有主控制裝置、集電弓的中間電動車。集電弓是安裝在京王八王子方向的車頂上。分別搭配在3輛編組的第2輛車、5輛編組與6輛編組的第2輛與第4輛車、初期8輛編組的第3、第5、第6輛車與其他8輛編組的第2、第4、第6輛車。除了初期8輛編組以外，番號的百位數是依編組位置從新宿方向開始給予0、1、2的號碼，3輛編組的番號百位數號碼則為4，但與下述的デハ6400型控制電動車為不同型式的車輛。基本上是搭配デハ6050型編為電動車組來使用，但搭配在5輛編組與非直通運行用8輛編組的第4輛車、初期6輛編組的第4輛車與初期8輛編組的第5輛車的6100番台車輛，是以デハ6000型的型式來單獨使用。デハ6001－デハ6006、デハ6101－デハ6106的12輛車為電阻控制車，除此之外的則為激磁斬波控制車。從1972年到1991年為止共製造了95輛。1976年時隨著6輛編組的8輛編組化，サハ6550型的サハ6551－サハ6556電動車化為デハ6401－デハ6406。一部份的車輛隨著編組全體進行新宿線直通運行對應改造而更改了番號。

### デハ6050型

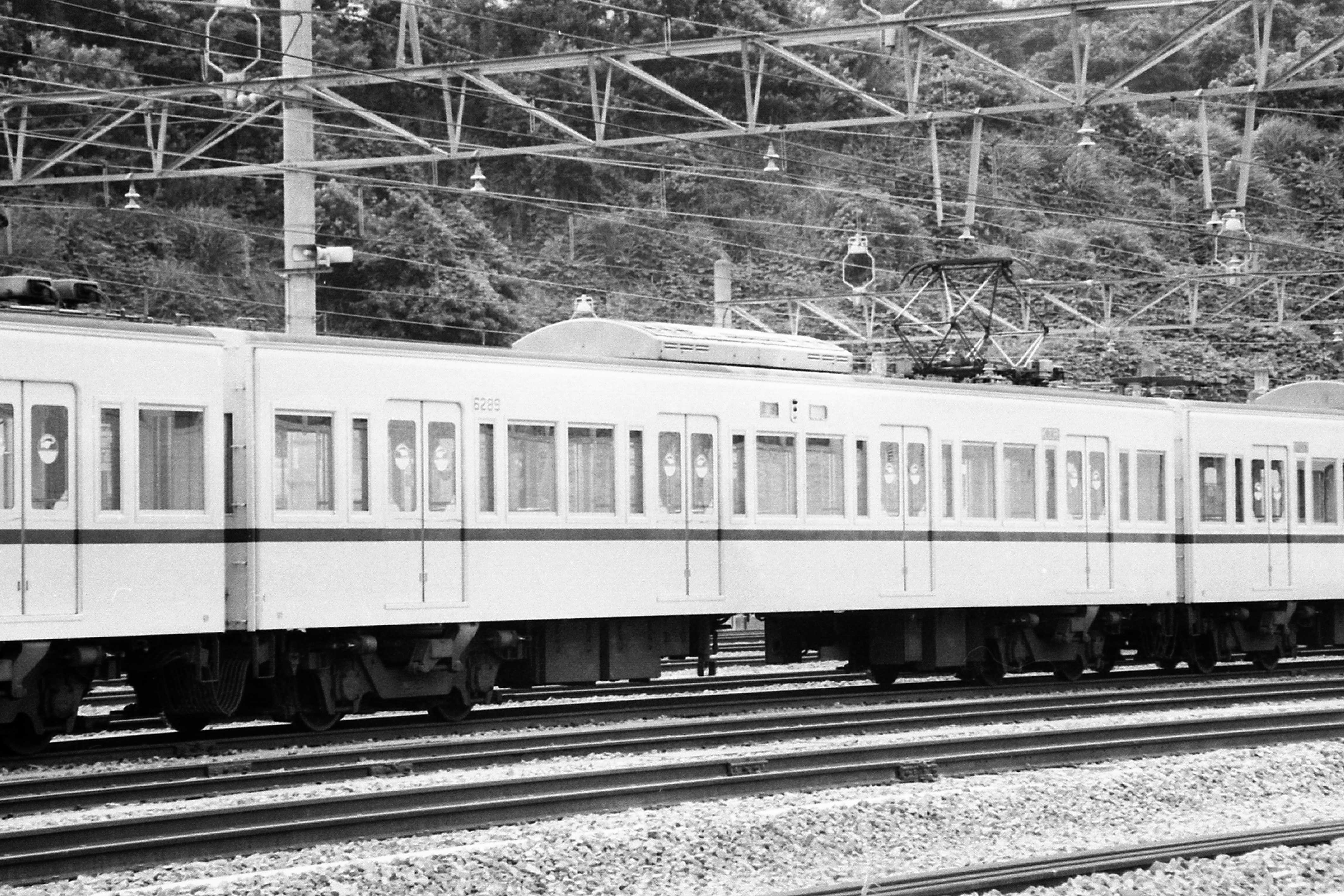
デハ6050型

用來搭配デハ6000型編為電動車組，搭載有電動空氣壓縮機，在京王八王子方向的車頂上安裝有集電弓的中間電動車。6100番台中的初期與晚期的一部份車輛以外並沒有安裝集電弓。番號百位數號碼和搭配編為電動車組的デハ6000一樣，分別搭配使用在初期6輛編組與5輛編組的第3輛車、初期8輛編組的第4、第7輛車，除此之外也有搭配使用在京王線用8輛編組的第3、第7輛車、直通運行對應8輛編組的第3、第5、第7輛車。デハ6051－デハ6056的6輛為電阻控制車，除此之外的則為激磁斬波控制車。搭配使用在8輛編組第7輛車以外的車輛有搭載電動發電機。從1972年到1991年為止共製造了67輛。因為對應直通運行的關係，サハ6557－サハ6559、サハ6564－サハ6569在1979年時電動車化，並更改番號為デハ6181－デハ6189。一部份的車輛在進行新宿線直通運行對應改造時，也一起更改了番號。

### デハ6400型

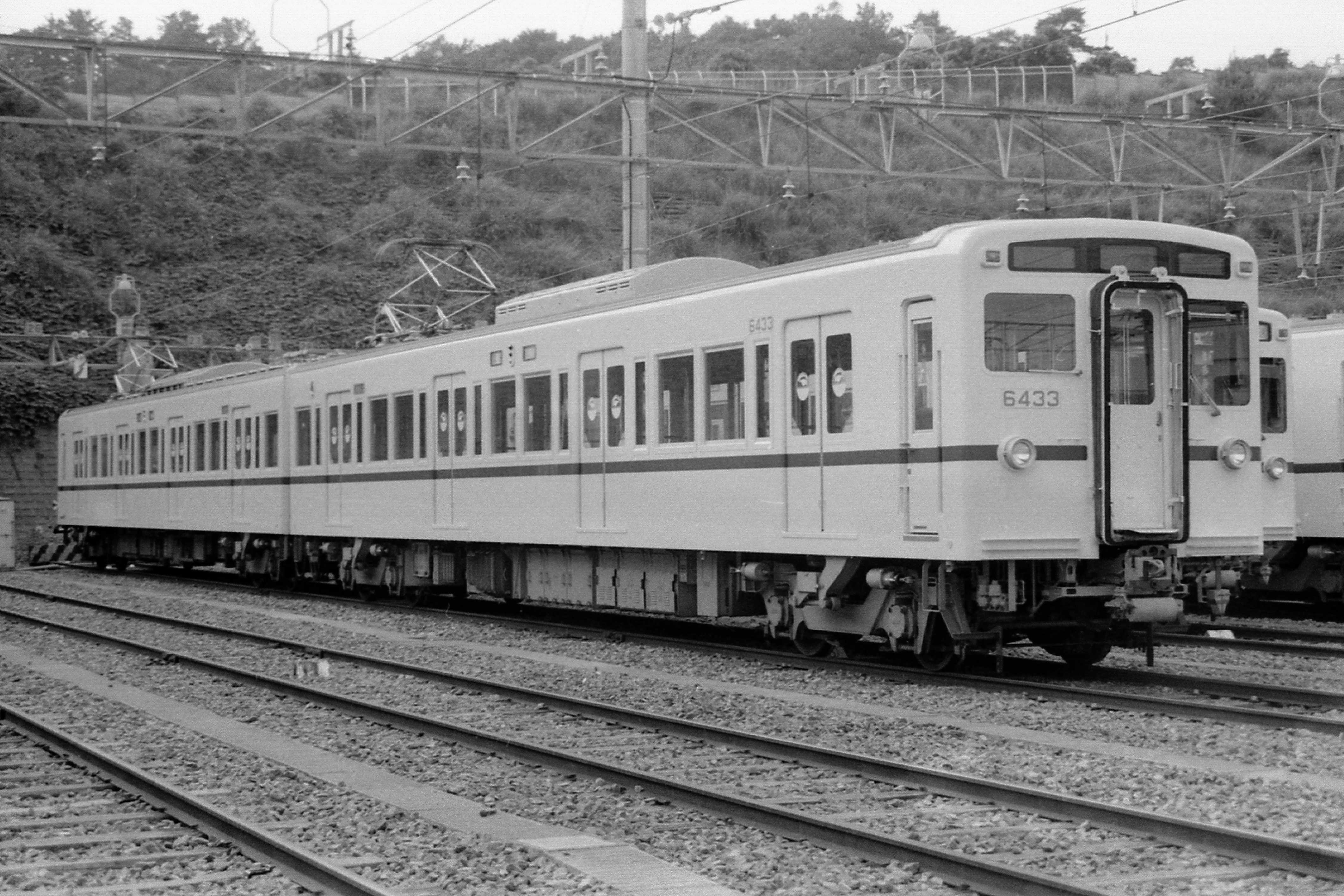
デハ6400型

在2輛編組中配置連結於新宿方向的控制電動車，搭載有主控制裝置、電動空氣壓縮機，而集電弓是安裝在京王八王子方向。從1981年到1989年為止共製造了18輛。デハ6401－デハ6406為所屬於デハ6000型的中間電動車，而非デハ6400型。

### デハ6450型
在3輛編組中配置連結於京王八王子方向的控制電動車，搭載有輔助電源裝置以及集電弓。集電弓與其他車種一樣是安裝在京王八王子方向的關係，所以位置是在操縱臺側的車頂上。在1976年、1977年裡共製造了7輛。

### サハ6550型
安裝有電動空氣壓縮機的拖車，安裝車輛分別為初期6輛編組的第5輛與初期8輛編組的第2輛，京王線用的8輛編組則是裝在第5輛。從1972年到1983年為止共製造了22輛。1976年時為了8輛編組化有6輛車改造為デハ6000型，1977年、1978年為了對應直通運行有6輛車造為デハ6050型。因為有預想到往後會電動車化的關係，在車頂上有安裝集電弓用的底座，車內地板留有檢查主電動機用的箱蓋，而轉向架為電動車用的TS-809系。

### クハ6700型
新宿方向的控制車。3、5輛編組用的車輛有安裝電動空氣壓縮機。3輛編組用的車輛，番號百位數號碼為8。從1972年到1991年為止共製造了42輛。一部份的車輛在進行新宿線直通運行對應改造時，也一起更改了番號。

### クハ6750型
京王八王子方向的控制車。給2輛編組用的車輛，番號百位數號碼為8。從1972年到1991年為止共製造了53輛。2輛編組用的車輛在京王八王子方向裝有一具集電弓。一部份的車輛在進行新宿線直通運行對應改造時，也一起更改了番號。
| 型式   | デハ6000                      | デハ6000                      | デハ6000                 | デハ6000 | デハ6050                      | デハ6050       | デハ6050                 | デハ6400              | デハ6450    | サハ6550                 | クハ6700                      | クハ6700    | クハ6750                      | クハ6750    |
| 區分   | 6000                          | 6100                          | 6200                     | 6400     | 6050                          | 6150           | 6250                     | デハ6400              | デハ6450    | サハ6550                 | 6700                          | 6800        | 6750                          | 6850        |
| 1972年 | 6001 ∥ 6006                   | 6101 ∥ 6106                   |                          |          |                               | 6051 ∥ 6056    |                          |                       |             | 6551 ∥ 6556              | 6701 ∥ 6706                   |             | 6751 ∥ 6756                   |             |
| 1973年 | 6007 6008 6009                | 6107 6108 6109                |                          |          |                               | 6057 6058 6059 |                          |                       |             | 6557 6558 6559           | 6707 6708 6709                |             | 6757 6758 6759                |             |
| 1974年 | 6010 6011 6012                | 6110 6111 6112                |                          |          |                               | 6060 6061 6062 |                          |                       |             | 6560 6561 6562           | 6710 6711 6712                |             | 6760 6761 6762                |             |
| 1975年 |                               |                               | 6207 ∥ 6212              |          |                               |                | 6257 ∥ 6262              |                       |             |                          |                               |             |                               |             |
| 1976年 |                               |                               |                          |          |                               |                |                          |                       | 6451 ∥ 6456 |                          |                               | 6801 ∥ 6806 |                               |             |
| 1977年 | 6013 6014 6015                | 6113 6114 6115                | 6214 6215                | 6413     | 6063 6064 6065                |                | 6264 6265                |                       | 6463        | 6564 6565                | 6713 6714 6715                | 6813        | 6763 6764 6765                |             |
| 1978年 | 6016 6017 6018                | 6116 6117 6118                | 6216 6217 6218           |          | 6066 6067 6068                | 6166 6167 6168 | 6266 6267 6268           |                       |             | 6569                     | 6716 ∥ 6719                   |             | 6766 ∥ 6769                   |             |
| 1979年 | 6039 6040 6041                | 6139 6140 6141                | 6239 6240 6241           |          | 6089 6090 6091                | 6190 6191      | 6289 6290 6291           |                       |             |                          | 6740 6741                     |             | 6790 6791                     |             |
| 1980年 | 6013 (II) 6014 (II) 6015 (II) | 6113 (II) 6114 (II) 6115 (II) | 6213 6214 (II) 6215 (II) |          | 6063 (II) 6064 (II) 6065 (II) |                | 6263 6264 (II) 6265 (II) |                       |             | 6563 6564 (II) 6565 (II) | 6713 (II) 6714 (II) 6715 (II) |             | 6763 (II) 6764 (II) 6765 (II) |             |
| 1981年 | 6016 (II) 6017 (II)           | 6116 (II) 6117 (II)           | 6216 (II) 6217 (II)      |          | 6066 (II) 6067 (II)           |                | 6266 (II) 6267 (II)      | 6431 ∥ 6435           |             | 6566 6567                | 6716 (II) 6717 (II)           |             | 6766 (II) 6767 (II)           | 6881 ∥ 6885 |
| 1982年 |                               |                               |                          |          |                               |                |                          | 6410 ∥ 6412           |             |                          |                               |             |                               | 6860 ∥ 6862 |
| 1983年 | 6018 (II) 6019 (II)           | 6118 (II) 6119 (II)           | 6218 (II) 6219 (II)      |          | 6068 (II) 6069 (II)           |                | 6268 (II) 6269 (II)      | 6436                  |             | 6568 6569 (II)           | 6718 (II) 6719 (II)           |             | 6768 (II) 6769 (II)           | 6886        |
| 1984年 |                               |                               |                          |          |                               |                |                          | 6413 (II) 6414 ∥ 6416 |             |                          |                               |             |                               | 6863 ∥ 6866 |
| 1985年 |                               |                               |                          |          |                               |                |                          |                       |             |                          |                               |             |                               |             |
| 1986年 |                               |                               |                          |          |                               |                |                          | 6417 ∥ 6419           |             |                          |                               |             |                               | 6867 ∥ 6869 |
| 1987年 |                               |                               |                          |          |                               |                |                          |                       |             |                          |                               |             |                               |             |
| 1988年 | 6042                          | 6142                          | 6242                     |          | 6092                          | 6192           | 6292                     |                       |             |                          | 6742                          |             | 6792                          |             |
| 1989年 | 6043                          | 6143                          | 6243                     |          | 6093                          | 6193           | 6293                     | 6420 6437             |             |                          | 6743                          |             | 6793                          | 6770 6787   |
| 1990年 | 6044                          | 6144                          | 6244                     |          | 6094                          | 6194           | 6294                     |                       |             |                          | 6744                          |             | 6794                          |             |
| 1991年 | 6021 ∥ 6024                   | 6121 ∥ 6124                   |                          |          | 6071 ∥ 6074                   |                |                          |                       |             |                          | 6721 ∥ 6724                   |             | 6771 ∥ 6774                   |             |

註記
有 (II) 此一標示的車輛，代表為賦予同一番號的第二代車輛。在以下章節為同一解釋。

## 歷史
本章節所彙整的為6000系製造時的規格變化、改造、改番等的時序。橫跨數年的事項，會彙整於同一規格或改造的事項之中。

### 6輛編組
6000系在最初所製造的車輛群，只有1972年製造的6編組共36輛的車輛群為電阻控制車。剛登場時前面表示装置付近的塗裝、貫通走道兩側胭脂色帶的處理和往後所見的有所差異。先頭車前端沒有安裝風檔用的底座，但有需要時可額外裝上。全車在1972年5月時竣工，先頭車與サハ6550型為東急製，デハ6053－デハ6056為日立製，除此之外的中間車則都為日車製。在剛登場時的サハ6556也有安裝集電弓，但只過約1個月就拆除了。
從井之頭線轉用而來的デハ1700型デハ1701－デハ1707、クハ1710型クハ1711、デハ1710型デハ1712、デハ1715、サハ1200型サハ1202共13輛車，在被6000系36輛車取代後進行了廢車處理。
|          | ←新宿方向京王八王子方向→ | ←新宿方向京王八王子方向→ | ←新宿方向京王八王子方向→ | ←新宿方向京王八王子方向→ | ←新宿方向京王八王子方向→ | ←新宿方向京王八王子方向→ | 竣工時期  |
| 型式     | クハ6700                 | デハ6000                 | デハ6050                 | デハ6000                 | サハ6550                 | クハ6750                 | 竣工時期  |
| 區分     | Tc1                      | M1                       | M2                       | M1                       | T                        | Tc2                      | 竣工時期  |
| 車輛番號 | 6701 ∥ 6706              | 6001 ∥ 6006              | 6051 ∥ 6056              | 6101 ∥ 6106              | 6551 ∥ 6556              | 6751 ∥ 6756              | 1972年5月 |
| 搭載器材 |                          | CON,PT                   | CP MG 75                 | CON,PT                   | CP MG 130                |                          |           |
| 自重     | 27.7t                    | 38.8t                    | 38.8t                    | 32.8t                    | 36.5t                    | 27.7t                    |           |
| 載客量   | 156                      | 167                      | 167                      | 167                      | 167                      | 156                      |           |

凡例
- - Tc …控制車
  - M …中間電動車
  - Mc …控制電動車
  - T …拖車
  - CON …主控制装置
  - MG …補助電源装置（電動發電機）
  - BMG …補助電源装置（無刷電動發電機）
  - SIV …補助電源装置（靜止型變頻器）
    - 補助電源装置右方的數字為容量、單位為kVA

  - CP …電動空氣壓縮機
  - PT …集電装置（京王八王子方向）

在以下為同一解釋。
自1973年開始入籍的車輛其主控制裝置都為激磁斬波控制。先頭車做了能裝上第5台空調裝置的準備，設置了安裝用的外框。中間車的空調裝置能力從34.9 kW提升為46.5 kW。先頭車與デハ6050型為東急製、デハ6010－デハ6012為日立製，除此之外的則為日車製。6000系之中日立製的車輛僅有，デハ6053－デハ6056、デハ6010－デハ6012共7輛。最初的3編組在1973年12月時、剩下的3編組在1974年3月時竣工。從此時開始所製造的車輛會在先頭車設置用來安裝新宿線用無線天線的平台，以後無論是直通運行對應、非對應、或有無集電弓的先頭車皆會設置此平台。
在這36輛車入線之前，1973年10月時クハ1200型クハ1203、デハ1400型デハ1401、デハ1403、デハ1800型デハ1801共4輛，接著1974年2月時クハ1200型クハ1204、デハ1400型デハ1402、デハ1800型デハ1802、デハ1803共4輛進行了廢車處理，從井之頭線而來的轉用車就此消滅。
|          | ←新宿方向京王八王子方向→      | ←新宿方向京王八王子方向→      | ←新宿方向京王八王子方向→      | ←新宿方向京王八王子方向→      | ←新宿方向京王八王子方向→      | ←新宿方向京王八王子方向→      | 竣工時期             |
| 型式     | クハ6700                      | デハ6000                      | デハ6050                      | デハ6000                      | サハ6550                      | クハ6750                      | 竣工時期             |
| 區分     | Tc1                           | M1                            | M2                            | M1                            | T                             | Tc2                           | 竣工時期             |
| 車輛番號 | 6707 6708 6709 6710 6711 6712 | 6007 6008 6009 6010 6011 6012 | 6057 6058 6059 6060 6061 6062 | 6107 6108 6109 6110 6111 6112 | 6557 6558 6559 6560 6561 6562 | 6757 6758 6759 6760 6761 6762 | 1973年12月 1974年3月 |
| 搭載器材 |                               | CON,PT                        | CP MG 130                     | CON,PT                        | CP MG 130                     |                               |                      |
| 自重     | 27.7t                         | 38.8t                         | 38.8t                         | 32.8t                         | 36.5t                         | 27.7t                         |                      |
| 載客量   | 150                           | 170                           | 170                           | 170                           | 170                           | 150                           |                      |

### 6輛編組的8輛編組化
為了將激磁斬波控制的6輛6編組改為8輛編組，請日車製造出了12輛中間電動車。新製造的車輛被賦予了6200番台的番號。因為當時的檢車設備只對應到6輛編組為止的關係，為了方便分割成2輛與6輛，配置在第5輛的サハ6550型移到第2輛的位置，新造的車輛則是配置於第3、4輛。6100番台的デハ6000型與6000番台的電動車組的位置也一起做了替換。編組變成是第3輛到第7輛的5輛車都設置集電弓的構成。新造車雖在1975年1月完成並搬進了高幡不動，但因為一部份車站的月台還沒有完成延伸的關係，直到1975年10月左右為止都是以還未安裝空調裝置的狀態放置在高幡不動。杜鵑丘站的月台延伸因趕不上8輛編組的運用，在尖峰時刻的通勤急行等運用8輛編組時，會採取不開啟一部份車門的措施。
|          | ←新宿方向京王八王子方向→ | ←新宿方向京王八王子方向→ | ←新宿方向京王八王子方向→ | ←新宿方向京王八王子方向→ | ←新宿方向京王八王子方向→ | ←新宿方向京王八王子方向→ | ←新宿方向京王八王子方向→ | ←新宿方向京王八王子方向→ | 竣工時期  |
| 型式     | （クハ6700）             | （サハ6550）             | デハ6000                 | デハ6050                 | （デハ6000）             | （デハ6000）             | （デハ6050）             | （クハ6750）             | 竣工時期  |
| 區分     | Tc1                      | T                        | M1                       | M2                       | M1                       | M1                       | M2                       | Tc2                      | 竣工時期  |
| 車輛番號 | 6707 ∥ 6712              | 6557 ∥ 6562              | 6207 ∥ 6212              | 6257 ∥ 6262              | 6107 ∥ 6112              | 6007 ∥ 6012              | 6057 ∥ 6062              | 6757 ∥ 6762              | 1975年2月 |
| 搭載器材 |                          | CP MG 130                | CON,PT                   | CP,PT MG 130             | CON,PT                   | CP,PT MG 130             | CON,PT                   |                          |           |
| 載客量   | 150                      | 170                      | 170                      | 170                      | 170                      | 170                      | 170                      | 150                      |           |

註記
在型式之中沒有括號的車輛為本次的新造車輛。在以下為同一解釋。
8輛編組化的6000系在平日時也以特急來運用，但會進行分割、合併的淡季假日時特急依然是由5000系來擔當。為了要進一步以6000系來取代，6輛編組所留下的電阻控制車在1976年5月時加入了2輛東急新製造的先頭車該編為各6編組的5輛編組、3輛編組。登場後是以3輛編組在新宿方向、5輛編組在京王八王子方向的形式來連結的，而在1977年要以特急來運用之前互換了配置位置。
在進行重新編組時サハ6550型從6輛編組中脫離，於電動車化之際更改番號為デハ6000型，搭配新製造的デハ6450型組為電動車組，並搭配新製造出的クハ6700型（6800番台）組成3輛編組。サハ6550型的轉向架在要沿用給新製造的6700型（6800番台）時做了改造（TS-809改轉向架），サハ6550型的電動空氣壓縮機移植給了再次成為5輛編組的既存編組新宿方向先頭車クハ6700型，サハ6550型的75 kVA電動發電機移植給了デハ6450型，5輛編組的デハ6050型則是搭載了新製造的130 kVA電動發電機。5輛編組的クハ6750型搭載了移植自井之頭線的7 kVA電動發電機。サハ6550型的電動車化工程是將車輛陸路運輸到京王重機整備北野工場進行。デハ6450型的空調裝置為集中式，配合被改造成デハ6000型組為電動車組的サハ6550型，其容量為34.9 kW。
為了防止乘客在分割運行時搭錯車，3輛編組的吊環為緑色、5輛編組則為白色。5輛編組在平日中一整天都和綠色車廂一起運用在每站皆停的運行中。
6000系在車頭前端助手席側的窗戶下設置有車號牌，1974年以前製造的車輛是正面為以象牙色底的黑色文字、側面則為以紺色為底不鏽鋼色文字，但從1976年開始製造的車輛側面則變成了以象牙色為底的不鏽鋼色文字。被此時所投入的車輛取而代之的是，在1977年3月時2600系的3輛2編組進行了廢車處理。
|          | ←新宿方向京王八王子方向→ | ←新宿方向京王八王子方向→ | ←新宿方向京王八王子方向→ | ←新宿方向京王八王子方向→ | ←新宿方向京王八王子方向→ | 竣工時期                   |
| 型式     | （クハ6700）             | （デハ6000）             | （デハ6050）             | （デハ6000）             | （クハ6750）             | 竣工時期                   |
| 區分     | Tc1                      | M1                       | M2                       | M1                       | Tc2                      | 竣工時期                   |
| 車輛番號 | 6701 ∥ 6706              | 6001 ∥ 6006              | 6051 ∥ 6056              | 6101 ∥ 6106              | 6751 ∥ 6756              | 1976年11月 又は 1976年12月 |
| 搭載器材 | CP                       | CON,PT                   | CP MG 130                | CON,PT                   | MG 7                     |                            |
| 自重     | 29t                      | 38.8t                    | 38.8t                    | 38.8t                    | 28.6t                    |                            |
| 載客量   | 150                      | 170                      | 170                      | 170                      | 150                      |                            |

|          | ←新宿方向京王八王子方向→      | ←新宿方向京王八王子方向→                                                | ←新宿方向京王八王子方向→      | 竣工時期                         |
| 型式     | クハ6700                      | デハ6000                                                                | デハ6450                      | 竣工時期                         |
| 區分     | Tc1                           | M1                                                                      | Mc2                           | 竣工時期                         |
| 車輛番號 | 6801 6802 6803 6804 6805 6806 | 6401 (6551) 6402 (6552) 6403 (6553) 6404 (6554) 6405 (6555) 6406 (6556) | 6451 6452 6453 6454 6455 6456 | 1976年12月 1976年11月 1976年12月 |
| 搭載器材 | CP                            | CON,PT                                                                  | PT MG 75                      |                                  |
| 自重     | 29.2t                         | 38.8t                                                                   | 38.8t                         |                                  |
| 載客量   | 150                           | 170                                                                     | 150                           |                                  |

註記
括號內的為舊番號。在以下為同一解釋。
デハ6450型與電動車化而成的デハ6000型為有再生制韌的激磁斬波控制車，將會和5輛編組的電阻制軔的電阻控制車合併運行的關係，在1976年5月15日時以下記的編組事先進行了再生制軔車與電阻制軔車的合併運行測試。
|          | ←新宿方向京王八王子方向→ |          |          |          |          |          |          |          |
| 車輛番號 | クハ6706                 | デハ6006 | デハ6056 | デハ6106 | サハ6556 | デハ6012 | デハ6062 | クハ6762 |
| 備考     |                          | 電阻制軔 | 電阻制軔 |          |          | 再生制軔 | 再生制軔 |          |

### 1977年製造車
1977年時製造出了1組5輛+3輛的8輛編組與2組8輛編組。從此時開始的先頭車電更為使用集中式空調裝置以及無刷MG輔助電源裝置。8輛編組的6707編組－6712編組變更了編組構成，サハ6550型變為第5輛車電動車組的車輛番號百位數與往後的京王線車輛一樣是從新宿方向開始依序改為0、1、2。先頭車為東急製，中間車則是日車製。取而代之的是，在1977年12月時2600系3輛3編組、2700系2輛1編組與デハ2701合計共12輛進行了廢車處理，2600系就此消滅。
|          | ←新宿方向京王八王子方向→ | ←新宿方向京王八王子方向→ | ←新宿方向京王八王子方向→ | ←新宿方向京王八王子方向→ | ←新宿方向京王八王子方向→ | 竣工時期   |
| 型式     | クハ6700                 | デハ6000                 | デハ6050                 | デハ6000                 | クハ6750                 | 竣工時期   |
| 區分     | Tc1                      | M1                       | M2                       | M1                       | Tc2                      | 竣工時期   |
| 車輛番號 | 6713                     | 6013                     | 6013                     | 6113                     | 6763                     | 1977年11月 |
| 搭載器材 | CP                       | CON,PT                   | CP BMG 130               | CON,PT                   | BMG 130                  |            |
| 自重     | 29.5t                    | 38.8t                    | 38.8t                    | 38.8t                    | 31.7t                    |            |
| 載客量   | 150                      | 170                      | 170                      | 170                      | 150                      |            |

|          | ←新宿方向京王八王子方向→ | ←新宿方向京王八王子方向→ | ←新宿方向京王八王子方向→ | 竣工時期   |
| 型式     | クハ6700                 | デハ6000                 | デハ6450                 | 竣工時期   |
| 區分     | Tc1                      | M1                       | Mc2                      | 竣工時期   |
| 車輛番號 | 6813                     | 6413                     | 6463                     | 1977年11月 |
| 搭載器材 | CP                       | CON,PT                   | PT BMG 130               |            |
| 自重     | 29.2t                    | 38.8t                    | 38.8t                    |            |
| 載客量   | 150                      | 170                      | 150                      |            |

|          | ←新宿方向京王八王子方向→ | ←新宿方向京王八王子方向→ | ←新宿方向京王八王子方向→ | ←新宿方向京王八王子方向→ | ←新宿方向京王八王子方向→ | ←新宿方向京王八王子方向→ | ←新宿方向京王八王子方向→ | ←新宿方向京王八王子方向→ | 竣工時期   |
| 型式     | クハ6700                 | デハ6000                 | デハ6050                 | デハ6000                 | サハ6550                 | デハ6000                 | デハ6050                 | クハ6750                 | 竣工時期   |
| 區分     | Tc1                      | M1                       | M2                       | M1                       | T                        | M1                       | M2                       | Tc2                      | 竣工時期   |
| 車輛番號 | 6714 6715                | 6014 6015                | 6064 6065                | 6114 6115                | 6564 6565                | 6214 6215                | 6264 6265                | 6764 6765                | 1977年11月 |
| 搭載器材 |                          | CON,PT                   | CP,PT BMG 130            | CON,PT                   | CP BMG 130               | CON,PT                   | CP,PT BMG 130            |                          |            |
| 自重     | 27.7t                    | 38.8t                    | 38.8t                    | 38.8t                    | 32.8t                    | 38.8t                    | 38.8t                    | 27.7t                    |            |
| 載客量   | 150                      | 170                      | 170                      | 170                      | 170                      | 170                      | 170                      | 150                      |            |

### 新宿線直通運行準備的8輛編組
為因應1980年3月時開始的都營新宿線直通運行，以增加1輛變成6輛電動車的形式在1978年的8月到9月製造出了直通運行對應的8輛3編組。配置在第5輛的デハ6050型（6100番台）的集電弓在登場後馬上就降下不用，不久後就拆除掉了。
同一時期雖然在進行6707編組－6709編組、6714編組、6715編組的直通運行對應改造，但直通運行改造是以サハ6550型電動車化成デハ6050型，以及在兩先頭車上安裝ATC為中心，為了讓在此一改造裡閒置中的編組的其他車輛能夠獲得有效的運用，在同一時間裡新製造出了クハ6719、クハ6769、サハ6569這3輛車，在改造期間中依序配置在各編組的中間車來運用。デハ6217、デハ6218與先頭車全車為東急製，除此之外的則為日車製。
京王新線雖在1978年10月時開業，但直通運行對象的新宿線在直到開業為止的1年半裡，除了有來自相模原線的快速、通勤快速，還擁有了笹塚－新線新宿之間的折返運行。
|          | ←新宿方向京王八王子方向→ | ←新宿方向京王八王子方向→ | ←新宿方向京王八王子方向→ | ←新宿方向京王八王子方向→ | ←新宿方向京王八王子方向→ | ←新宿方向京王八王子方向→ | ←新宿方向京王八王子方向→ | ←新宿方向京王八王子方向→ | 竣工時期            |
| 型式     | クハ6700                 | デハ6000                 | デハ6050                 | デハ6000                 | デハ6050                 | デハ6000                 | デハ6050                 | クハ6750                 | 竣工時期            |
| 區分     | Tc1                      | M1                       | M2                       | M1                       | M2                       | M1                       | M2                       | Tc2                      | 竣工時期            |
| 車輛番號 | 6716 6717 6718           | 6016 6017 6018           | 6066 6067 6068           | 6116 6117 6118           | 6166 6167 6168           | 6216 6217 6218           | 6266 6267 6268           | 6766 6767 6768           | 1978年8月 1978年9月 |
| 搭載器材 |                          | CON,PT                   | CP,PT BMG 130            | CON,PT                   | CP,PT BMG 130            | CON,PT                   | CP,PT BMG 130            |                          |                     |
| 載客量   | 150                      | 170                      | 170                      | 170                      | 170                      | 170                      | 170                      | 150                      |                     |

|          | ←新宿方向京王八王子方向→ | ←新宿方向京王八王子方向→ | ←新宿方向京王八王子方向→ | ←新宿方向京王八王子方向→ | ←新宿方向京王八王子方向→ | ←新宿方向京王八王子方向→ | ←新宿方向京王八王子方向→ | ←新宿方向京王八王子方向→ | 竣工時期   |
| 型式     | クハ6700                 | （デハ6000）             | （デハ6050）             | （デハ6000）             | サハ6550                 | （デハ6000）             | （デハ6050）             | クハ6750                 | 竣工時期   |
| 區分     | Tc1                      | M1                       | M2                       | M1                       | M2                       | M1                       | M2                       | Tc2                      | 竣工時期   |
| 車輛番號 | 6719                     |                          |                          |                          | 6569                     |                          |                          | 6769                     | 1978年11月 |
| 搭載器材 |                          |                          |                          |                          | CP BMG 130               |                          |                          |                          |            |
| 載客量   | 150                      |                          |                          |                          | 170                      |                          |                          | 150                      |            |

### 新宿線直通運行對應工程

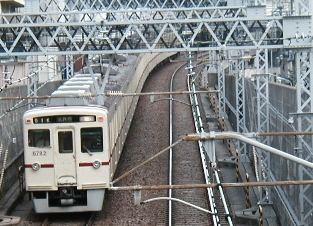
6732編組

1979年的7月到11月這段期間對6707編組－6709編組、6714編組－6718編組進行了新宿線直通運行對應的工程，並更改番號為30番台。6707編組－6709編組變更為和6714編組以後的編組相同的編組內車輛順位，6100番台與6200番台的デハ6000型互換了番號。6707編組－6709編組、6714編組、6715編組在先頭車上安裝了新宿線用自動列車控制装置（ATC）與新宿線用列車無線裝置，並在車頂安裝了列車無線天線，サハ6550型電動車化時在6716編組－6718編組的先頭車上安裝了ATC與新宿線用列車無線裝置。ATC安裝於先頭車的車底下方。サハ6550型改造而成的デハ6050型並沒有安裝集電弓。在新宿線內藉由於操縱臺上插入新宿線用的主控鑰匙，可以將起動加速度從京王線内的2.5 km/h/s切換為3.3 km/h/s。
1980年3月時開始往都營新宿線的直通運行，但因岩本町更東的車站只對應到6輛編組的關係，當時京王車輛的直通運行只到岩本町為止，在月台延伸分別進行到了大島、本八幡，以及新宿線延伸後才擴大了可直通運行的區間。
|          | ←新宿方向京王八王子方向→                                                                        | ←新宿方向京王八王子方向→                                                                        | ←新宿方向京王八王子方向→                                                                        | ←新宿方向京王八王子方向→                                                                        | ←新宿方向京王八王子方向→                                                                        | ←新宿方向京王八王子方向→                                                                        | ←新宿方向京王八王子方向→                                                                        | ←新宿方向京王八王子方向→                                                                        | 竣工時期             |
| 型式     | クハ6700                                                                                        | デハ6000                                                                                        | デハ6050                                                                                        | デハ6000                                                                                        | デハ6050                                                                                        | デハ6000                                                                                        | デハ6050                                                                                        | クハ6750                                                                                        | 竣工時期             |
| 區分     | Tc1                                                                                             | M1                                                                                              | M2                                                                                              | M1                                                                                              | M2                                                                                              | M1                                                                                              | M2                                                                                              | Tc2                                                                                             | 竣工時期             |
| 車輛番號 | 6731 (6707) 6732 (6708) 6733 (6709) 6734 (6714) 6735 (6715) 6736 (6716) 6737 (6717) 6738 (6718) | 6031 (6007) 6032 (6008) 6033 (6009) 6034 (6014) 6035 (6015) 6036 (6016) 6037 (6017) 6038 (6018) | 6081 (6057) 6082 (6058) 6083 (6059) 6084 (6064) 6085 (6065) 6086 (6066) 6087 (6067) 6088 (6068) | 6131 (6207) 6132 (6208) 6133 (6209) 6134 (6114) 6135 (6115) 6136 (6116) 6137 (6117) 6138 (6118) | 6181 (6557) 6182 (6558) 6183 (6159) 6184 (6564) 6185 (6565) 6186 (6166) 6187 (6167) 6188 (6168) | 6231 (6107) 6232 (6108) 6233 (6109) 6234 (6214) 6235 (6215) 6236 (6216) 6237 (6217) 6238 (6218) | 6281 (6257) 6282 (6258) 6283 (6259) 6284 (6264) 6285 (6265) 6286 (6266) 6287 (6267) 6288 (6268) | 6781 (6757) 6782 (6758) 6783 (6759) 6784 (6764) 6785 (6765) 6786 (6766) 6787 (6767) 6788 (6768) | 1979年7月 1979年11月 |
| 搭載器材 |                                                                                                 | CON,PT                                                                                          | CP,PT BMG 130                                                                                   | CON,PT                                                                                          | CP BMG 130                                                                                      | CON,PT                                                                                          | CP,PT BMG 130                                                                                   |                                                                                                 |                      |
| 自重     | 29.5t                                                                                           | 38.8t                                                                                           | 38.8t                                                                                           | 38.8t                                                                                           | 38.8t                                                                                           | 38.8t                                                                                           | 38.8t                                                                                           | 29.5t                                                                                           |                      |
| 載客量   | 150                                                                                             | 170                                                                                             | 170                                                                                             | 170                                                                                             | 170                                                                                             | 170                                                                                             | 170                                                                                             | 150                                                                                             |                      |

### 1979年製造車
從此時開始新宿線直通運行對應車在製造就會安裝ATC與新宿線用無線裝置，而今年製造出了被區分為30番台的8輛2編組。在同一時期也製造出了5輛中間車來搭配前年製造的クハ6719、クハ6769、サハ6569組成8輛編組，而此編組也會以直通運行對應編組來運用的關係，サハ6569變更為デハ6189，兩先頭車也改造、變更番號為クハ6739、クハ6789。デハ6190、デハ6191與先頭車全車皆為東急製，除此之外的車輛則是日車製。6740編組兩先頭車クハ6740、クハ6790的先頭部車號牌試驗性的使用了紺色底象牙色文字。之後直到變更車號牌字體為止之前，都是保著持原樣。
被這21輛取而代之的是，在1979年11月與12月時2700系2輛3編組與4輛1編組合計共10輛進行了廢車處理。
|          | ←新宿方向京王八王子方向→ | ←新宿方向京王八王子方向→ | ←新宿方向京王八王子方向→ | ←新宿方向京王八王子方向→ | ←新宿方向京王八王子方向→ | ←新宿方向京王八王子方向→ | ←新宿方向京王八王子方向→ | ←新宿方向京王八王子方向→ | 竣工時期                        |
| 型式     | クハ6700                 | デハ6000                 | デハ6050                 | デハ6000                 | デハ6050                 | デハ6000                 | デハ6050                 | クハ6750                 | 竣工時期                        |
| 區分     | Tc1                      | M1                       | M2                       | M1                       | M2                       | M1                       | M2                       | Tc2                      | 竣工時期                        |
| 車輛番號 | 6739 (6719) 6740 6741    | 6039 6040 6041           | 6089 6090 6091           | 6139 6140 6141           | 6189 (6569) 6190 6191    | 6239 6240 6241           | 6289 6290 6291           | 6789 (6769) 6790 6791    | 1979年10月 1979年9月 1979年10月 |

### 6713編組、6813編組的番號更改
1980年1月時為了填補30番台被改造後留下的空番號，6713編組、6813編組分別被冠上了6707編組、6807編組的番號。
|          | ←新宿方向京王八王子方向→ | ←新宿方向京王八王子方向→ | ←新宿方向京王八王子方向→ | ←新宿方向京王八王子方向→ | ←新宿方向京王八王子方向→ | 竣工時期  |
| 型式     | クハ6700                 | デハ6000                 | デハ6050                 | デハ6000                 | クハ6750                 | 竣工時期  |
| 區分     | Tc1                      | M1                       | M2                       | M1                       | Tc2                      | 竣工時期  |
| 車輛番號 | 6707 (II) (6713)         | 6007 (II) (6013)         | 6057 (II) (6063)         | 6107 (II) (6113)         | 6757 (II) (6763)         | 1980年1月 |

|          | ←新宿方向京王八王子方向→ | ←新宿方向京王八王子方向→ | ←新宿方向京王八王子方向→ | 竣工時期  |
| 型式     | クハ6700                 | デハ6000                 | デハ6450                 | 竣工時期  |
| 區分     | Tc1                      | M1                       | Mc2                      | 竣工時期  |
| 車輛番號 | 6807 (6813)              | 6407 (6413)              | 6457 (6463)              | 1980年1月 |

註記
クハ6707、デハ6007、デハ6057、デハ6107、クハ6757為第2代車。
以在京王新線的直通運行或混雑時能增加站乘位置為目的，5＋3編組配置於中間位置的先頭車在1978年左右設置了風檔，一部分列車也使用了風檔。

### 1980年後製造的京王線專用8輛編組

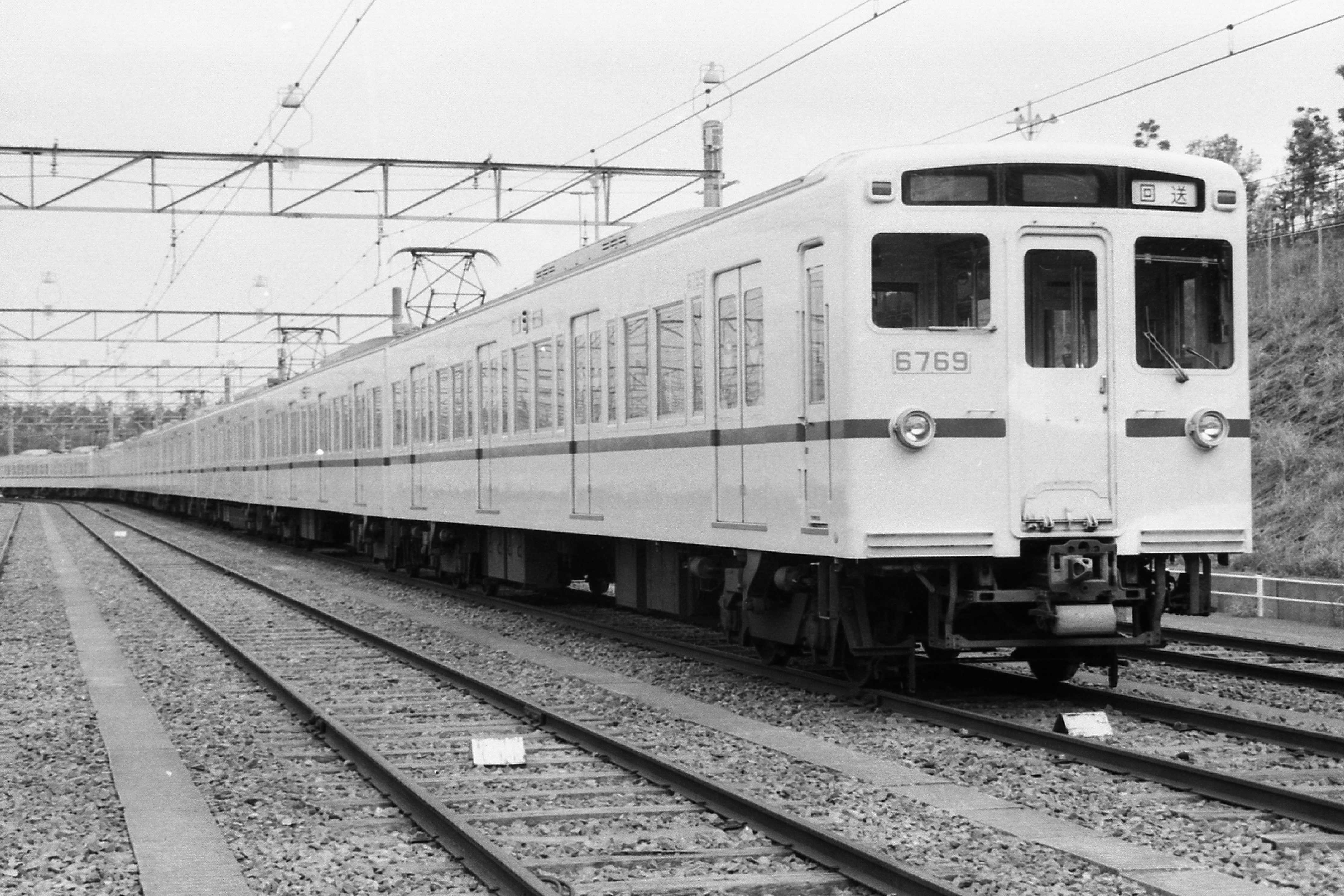
6719編組。連結器下方有用來安裝ATC的平台

1980年時3編組、1981年、1983年時各2編組，合計共製造出了7組京王線専用的8輛編組。不論哪一編組都被改造為新宿線直通運行對應30番台，並以填補空番號的形式賦予了番號，除了サハ6550型與6719編組的一部份以外都變成了該番號的第2代車輛。
在6718編組、6719編組上設置有安裝ATC用的平台，客用車門下方的門檻為無塗裝的不鏽鋼。デハ6265－デハ6267與先頭車全車為東急製，除此之外的則為日車製。1982年的6716編組以後製造的車輛車頂變更了絶縁處理方式，從鋪設塑膠布改為了塗佈絕緣塗料。
製造這56輛的期間分別在，1981年2月時2700系6輛、配置在2010系中間的サハ2500型、サハ2550型各5輛合計共16輛，1981年12月時2000系4輛、2700系8輛、配置在2010系中間的サハ2500型、サハ2550型各2輛合計共計16輛，1983年10月時2010系12輛被進行了廢車處理，2700系、2000系的型式就此消滅。
|          | ←新宿方向京王八王子方向→                                              | ←新宿方向京王八王子方向→                                         | ←新宿方向京王八王子方向→                                         | ←新宿方向京王八王子方向→                                         | ←新宿方向京王八王子方向→                          | ←新宿方向京王八王子方向→                                    | ←新宿方向京王八王子方向→                                    | ←新宿方向京王八王子方向→                                              | 竣工時期                                               |
| 型式     | クハ6700                                                              | デハ6000                                                         | デハ6050                                                         | デハ6000                                                         | サハ6550                                          | デハ6000                                                    | デハ6050                                                    | クハ6750                                                              | 竣工時期                                               |
| 區分     | Tc1                                                                   | M1                                                               | M2                                                               | M1                                                               | T                                                 | M1                                                          | M2                                                          | Tc2                                                                   | 竣工時期                                               |
| 車輛番號 | 6713 (II) 6714 (II) 6715 (II) 6716 (II) 6717 (II) 6718 (II) 6719 (II) | 6013 (II) 6014 (II) 6015 (II) 6016 (II) 6017 (II) 6018 (II) 6019 | 6063 (II) 6064 (II) 6065 (II) 6066 (II) 6067 (II) 6068 (II) 6069 | 6113 (II) 6114 (II) 6115 (II) 6116 (II) 6117 (II) 6118 (II) 6119 | 6563 6564 (II) 6565 (II) 6566 6567 6568 6569 (II) | 6213 6214 (II) 6215 (II) 6216 (II) 6217 (II) 6218 (II) 6219 | 6263 6264 (II) 6265 (II) 6266 (II) 6267 (II) 6268 (II) 6269 | 6763 (II) 6764 (II) 6765 (II) 6766 (II) 6767 (II) 6768 (II) 6769 (II) | 1980年11月 1980年10月 1980年11月 1981年11月 1983年10月 |

註記
サハ6563、デハ6213、デハ6263、サハ6566、サハ6567、サハ6568、デハ6019、デハ6069、デハ6119、デハ6219、デハ6269以外為第2代車。

### 2輛編組

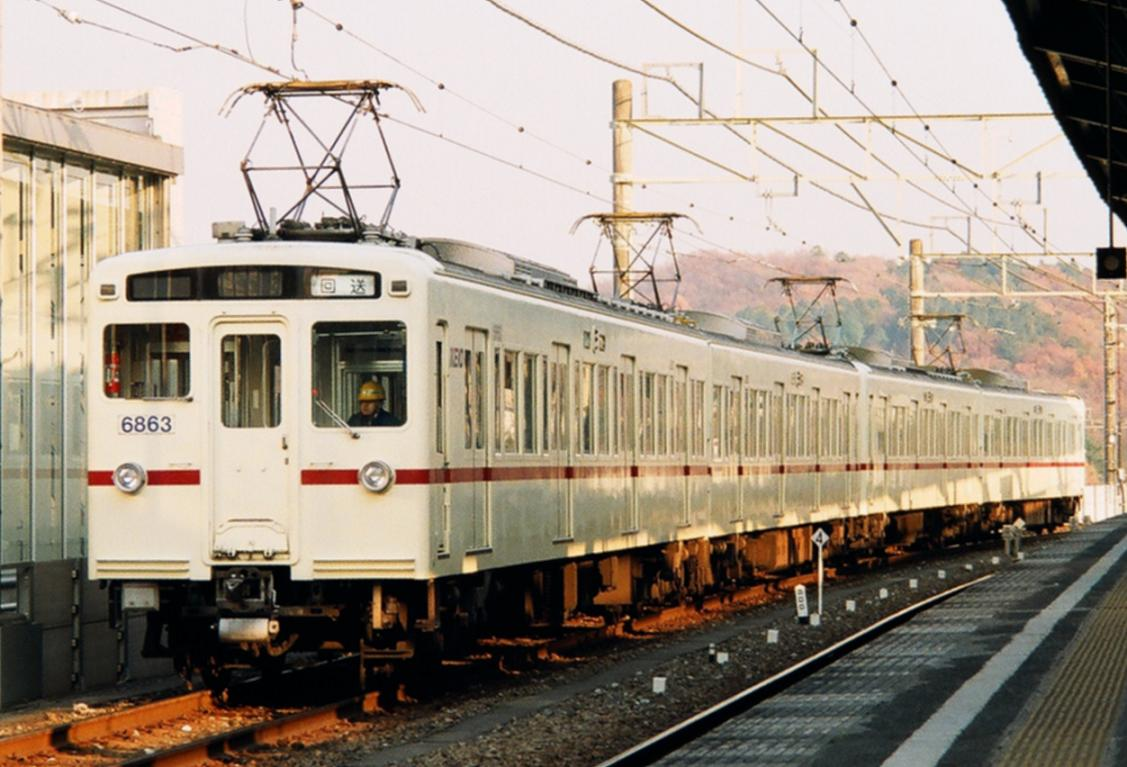
在若葉台進行調車作業中的2輛編組

1981年9月時製造出了上午尖峰時刻時新宿線直通運行運用的部分編組10輛編組化用的2輛編組。全車皆為東急製。
編組以デハ6400型與クハ6750型所構成，因為消費電力增加與使用再生制軔的關係，クハ6750型的京王八王子方向也安裝了集電弓。為了在空間有限的車底搭載必要器材，進行了主控制装置與空氣壓縮器的小型化，與ATS接受器、一部份氣動制軔零件移置於客室內車椅下等措施。デハ6400型因為沒有空間安裝新宿線用ATC裝置的關係，在新宿線直通運行運用時會以クハ6750型為先頭，配置連結在8輛編組的京王八王子方向。デハ6400型的先頭部備有風檔，直通運行運用時和8輛編組之間連接風檔讓車輛間的走道互通。
10輛編組的運行是從已經做好準備的相模原線到新宿線的直通運行系統開始先實施的關係，新宿線直通運行對應的30番台雖然是先製造完成的，但因與東京都之間的調整遲緩而較晚就役，而當時2輛編組是使用在競馬場線。1982年10月開始京王線系統的10輛編組也開始運行的關係，製造出了沒有安裝新宿線用ATC的京王線專用10番台。
2輛編組在操縱臺後方的客室內增設了車內燈。
6436編組、6437編組為京王線専用、與直通運行對應用共通的預備車（兼用車），在兩者的運用上都有使用到。雖然1984年時開始製造後繼車7000系，但因10輛編組運用的增加，6000系仍持續在製造2輛編組。
1982年的6410編組、6436編組以後製造的車輛除車頂改為塗裝處理之外，1983年的6436編組、6413編組以後製造的車輛課室車門門檻改為不鏽鋼製。在京王線内運用時會連結在新宿方向，而京王線専用編組的クハ6750型上設置了自動連結解放装置以縮短連結、解放的時間。

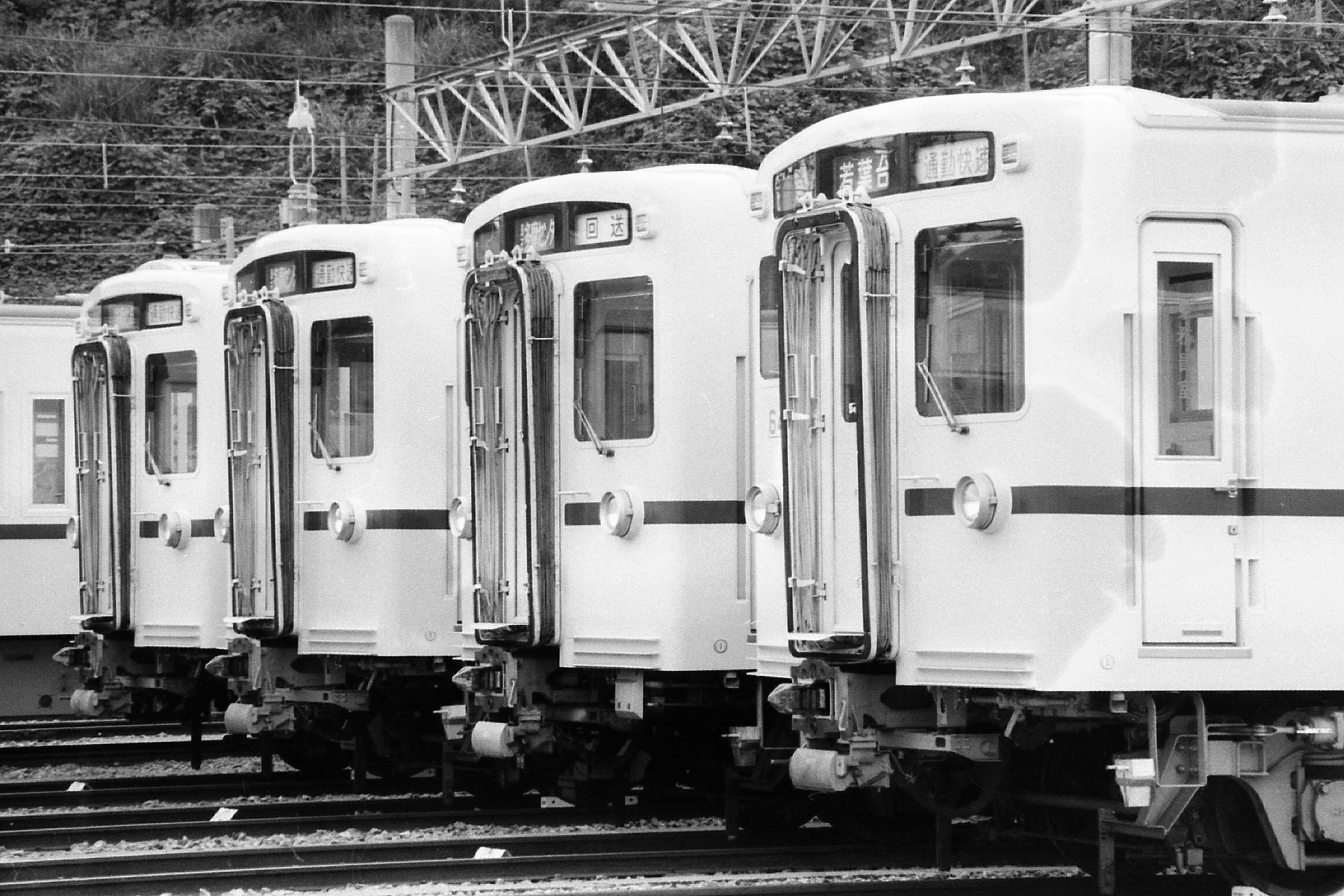
停放在若葉台且有安裝風檔的2輛編組

新宿線直通運行運用時2輛編組的デハ6400型會安裝風檔，用以在8輛編組時與クハ6700型連接，另由於拆裝很花時間的關係，兼用車以外的30番台並沒有設置自動連結解放装置。
|          | ←新宿方向京王八王子方向→           | ←新宿方向京王八王子方向→           | 竣工時期                       |
| 型式     | デハ6400                           | クハ6750                           | 竣工時期                       |
| 區分     | Mc                                 | Tc2                                | 竣工時期                       |
| 車輛番號 | 6431 6432 6433 6434 6435 6436 6437 | 6881 6882 6883 6884 6885 6886 6887 | 1981年3月 1983年10月 1989年3月 |
| 搭載機器 | CON,PT CP                          | PT BMG 130                         |                                |
| 自重     | 40.5t                              | 31.5t                              |                                |
| 載客量   | 150                                | 150                                |                                |

|          | ←新宿方向京王八王子方向→                                    | ←新宿方向京王八王子方向→                               | 竣工時期                                 |
| 型式     | デハ6400                                                    | クハ6750                                               | 竣工時期                                 |
| 區分     | Mc                                                          | Tc2                                                    | 竣工時期                                 |
| 車輛番號 | 6410 6411 6412 6413 (II) 6414 6415 6416 6417 6418 6419 6420 | 6860 6861 6862 6863 6864 6865 6866 6867 6868 6869 6870 | 1982年10月 1984年9月 1986年8月 1989年3月 |
| 搭載機器 | CON,PT CP                                                   | PT BMG 130                                             |                                          |
| 自重     | 40.5t                                                       | 31.5t                                                  |                                          |
| 載客量   | 150                                                         | 150                                                    |                                          |

註記
デハ6413為第2代車。

### 1980年代的各種改造
為了讓分割、併合作業簡易化，在一部分的先頭車設置了自動連結解放装置。1981年設置在クハ6755與クハ6805上實驗後不久，分別在1982年左右京王線専用8輛編組的新宿方向先頭車クハ6700型、1983年左右剩下的5＋3編組的クハ6750型與クハ6700型（6800番台）也設置了同一裝置。5＋3編組的新宿方向先頭車クハ6700型（6700番台）也在1982年左右將編組順位變更為3＋5的關係，デハ6450型也在1992年左右設置了同一裝置。30番台在分割、合併時會使用風檔，但因拆裝很花時間的關係而沒有設置自動連結解放装置。
1981年到1982年這段期間為了要將與其他8輛編組的編組構成有異的た6710編組－6712編組和其他編組合併而重新編排了配置。6100番台與6200番台的デハ6000型互相轉讓了車輛番號。
|          | ←新宿方向京王八王子方向→ | ←新宿方向京王八王子方向→ | ←新宿方向京王八王子方向→ | ←新宿方向京王八王子方向→                           | ←新宿方向京王八王子方向→ | ←新宿方向京王八王子方向→                           | ←新宿方向京王八王子方向→ | ←新宿方向京王八王子方向→ | 竣工時期            |
| 型式     | クハ6700                 | デハ6000                 | デハ6050                 | デハ6000                                           | サハ6550                 | デハ6000                                           | デハ6050                 | クハ6750                 | 竣工時期            |
| 區分     | Tc1                      | M1                       | M2                       | M1                                                 | T                        | M1                                                 | M2                       | Tc2                      | 竣工時期            |
| 車輛番號 | 6710 6711 6712           | 6010 6011 6012           | 6060 6061 6062           | 6110 (II) (6210) 6111 (II) (6211) 6112 (II) (6212) | 6560 6561 6562           | 6210 (II) (6110) 6211 (II) (6111) 6212 (II) (6112) | 6260 6261 6262           | 6760 6761 6762           | 1981年7月 1982年1月 |

1981年到1982年這段期間停用了百位數為0的デハ6050型上的集電弓後不久，於1983年到1985年中拆除並轉用於井之頭線。
1986年時對1973年製造的クハ6731－クハ6733、クハ6710－クハ6712、クハ6781－クハ6783、クハ6760－クハ6762增設了一台空調裝置。這些車輛都是在製造時就預留下了安裝第5台空調裝置的空間，並且事先裝上了空調裝置的外框，而新增的空調裝置便是設置於此。
1986年時開始以2輛＋5輛＋3輛的形式運行10輛編組，其中的5輛編組為電阻控制車場合下，編組將會變成同時有著3種類控制段數的關係，為了抑制縱向運動而將0番台先頭車的連結器緩衝器變更為改良型，而這也用在了往後的新造車輛。
從製造開始經過15年－20年時間的車輛依序對經年老化的部位進行了翻新工程。絕大多數車輛的車頂都改成塗裝處理，1992年以後更換內裝的車輛車壁顏色更改為和8000系相同的大理石紋路。

### 1987年後製造的直通運行對應8輛編組

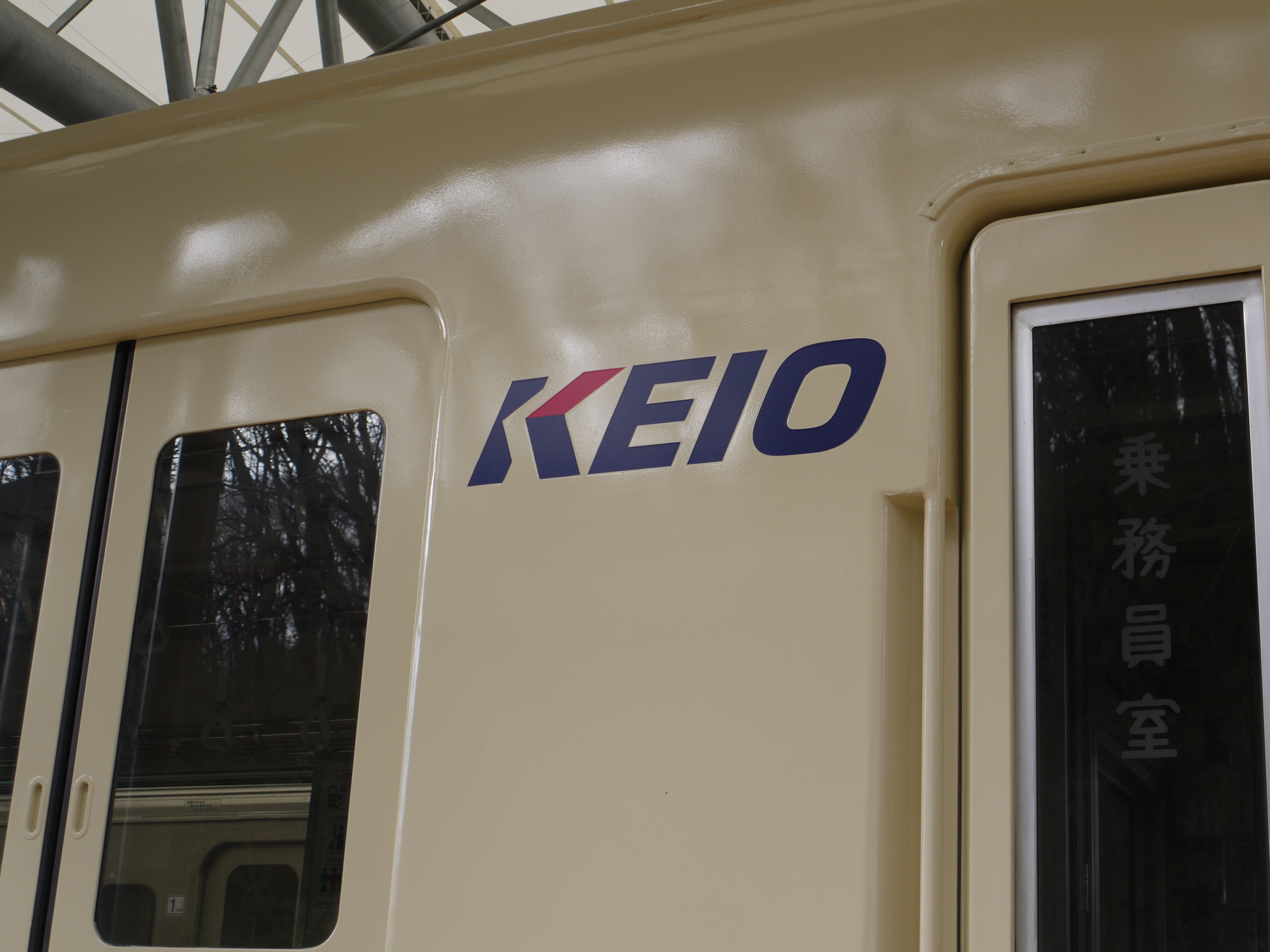
保存車輛上的
京王社徽

隨著相模原線南大澤、橋本的延伸，在1988年、1989年、1990年時各製造出了1組30番台8輛編組來對應直通運行運用的增加。デハ6092、デハ6292、デハ6094與先頭車為東急製，除此之外的則為日車製。這3編組的空氣壓縮機變更為了低噪音型的HS-20D。1989年11月時京王集團制定了新社徽，4門車最後製造出的6744編組側面的社徽從KTR變更為了KEIO，而既存車輛也依序進行了變更。6743編組與6744編組在操縱臺後方的客室增設了和2輛編組同様的車內燈。
|          | ←新宿方向京王八王子方向→ | ←新宿方向京王八王子方向→ | ←新宿方向京王八王子方向→ | ←新宿方向京王八王子方向→ | ←新宿方向京王八王子方向→ | ←新宿方向京王八王子方向→ | ←新宿方向京王八王子方向→ | ←新宿方向京王八王子方向→ | 竣工時期                      |
| 型式     | クハ6700                 | デハ6000                 | デハ6050                 | デハ6000                 | デハ6050                 | デハ6000                 | デハ6050                 | クハ6750                 | 竣工時期                      |
| 區分     | Tc1                      | M1                       | M2                       | M1                       | M1                       | M1                       | M2                       | Tc2                      | 竣工時期                      |
| 車輛番號 | 6742 6743 6744           | 6042 6043 6044           | 6092 6093 6094           | 6142 6143 6144           | 6192 6193 6194           | 6242 6243 6244           | 6292 6293 6294           | 6792 6793 6794           | 1988年3月 1989年3月 1990年2月 |

### 5門車
京王線從1972年開始在上午尖峰時刻裡1小時內最多會有30班列車在運行，因為沒有能力再加開車次的關係，計畫以將車輛大型化、長編組化的方式來增強運輸能力。1990年代初頭在上午尖峰時刻的30班列車分為每站皆停的8輛編組15班、急行、通勤快速的10輛編組15班，但每站皆停的全列車10輛編組化不得不等到1996年3月才能進行。除了增加列車本身的運輸能力，還增設月台階梯來分散混雑狀況、縮短停車時間，以及改良信號與交互使用月台讓閉塞區間的列車待避能更加順暢的進行，但是千歳烏山站與明大前站無法以月台交互使用的方式縮短上下車時間，因而在1991年時製造出了其中一側乘客車門數為5的5輛4編組。在導入5門車後，明大前站的停車時間從62.5秒縮短為54.5秒。其他18米級車體的車輛也曾有過採用5門車的事例，不過由於20米級車體的5門和4門車的車門位置有差異，所以6000系的5門車為唯一的事例。
5門車的車輛番號後2碼是從21（71）開始賦予。為了在不增加車重下保持車體的強度，成為了首次廢除戶袋窗的京王車輛。為了盡可能彌補因廢除戸袋窗而減少的採光面積，車門之間的窗戶沒有窗框。做為減少外殼腐蝕的對策，變更了車體下方的構造與從窗戶滲入之雨水的處理方法。主要機器雖然和以往的6000系相同，但輔助電源裝置改成了靜態變頻器、空調也變更為有換氣功能的裝置。4門車的種別、行進方向表示裝置以及車身側燈是集中設置在車體中央，但是5門車因為可以設置的空間不足，而分別設置在車門之間的窗戶上方。至今為止的京王車輛車輛番號都是採用獨特的方正字體，5門車則是變更為一般的歐文字體，除了往後的新造車也採用外6000系、7000系的既存車輛依序更新為新字體。5門車是配置在混雜狀況激烈的編組中央，以2輛＋5輛＋3輛的編組形式運用在上午的尖峰時刻，尖峰時刻結束後會分割掉3輛或2輛編組以7輛或8輛編組的形式使用在每站皆停的運行。兩先頭車都設置有自動連結解放装置。
|          | ←新宿方向京王八王子方向→ | ←新宿方向京王八王子方向→ | ←新宿方向京王八王子方向→ | ←新宿方向京王八王子方向→ | ←新宿方向京王八王子方向→ | 竣工時期            |
| 型式     | クハ6700                 | デハ6000                 | デハ6050                 | デハ6000                 | クハ6750                 | 竣工時期            |
| 區分     | Tc1                      | M1                       | M2                       | M1                       | Tc2                      | 竣工時期            |
| 車輛番號 | 6721 6722 6723 6724      | 6021 6022 6023 6024      | 6071 6072 6073 6074      | 6121 6122 6123 6124      | 6771 6772 6773 6774      | 1991年2月 1991年3月 |
| 搭載機器 | CP                       | CON,PT                   | CP SIV 110               | CON,PT                   | SIV 110                  |                     |
| 自重     | 29.0t                    | 38.8t                    | 37.8t                    | 38.8t                    | 30.7t                    |                     |
| 載客量   | 149                      | 160                      | 160                      | 160                      | 149                      |                     |

### 設置排障器
1992年時依序在先頭部車底設置了排障器。在一般的運用中不會被配置在先頭的30番台2輛編組的デハ6400型、以及10番台2輛編組的クハ6750型中デハ6436、デハ6437以外的車輛並沒有設置排障器。

### 2輛編組的直通運行對應改造
京王線専用2輛編組之中的6418編組－6420編組在1993年到1996年中進行了直通運行對應改造，並更改番號為30番台。此3編組在京王線専用編組時代就已設置排障器，之後又被進行直通運行對應改造的關係，變成兩側的先頭車都有排障器。
|          | ←新宿方向京王八王子方向→            | ←新宿方向京王八王子方向→            | 竣工時期                      |
| 型式     | デハ6400                            | クハ6750                            | 竣工時期                      |
| 區分     | Mc                                  | Tc2                                 | 竣工時期                      |
| 車輛番號 | 6438 (6420) 6439 (6419) 6440 (6418) | 6888 (6870) 6889 (6869) 6890 (6868) | 1993年7月 1995年6月 1996年2月 |

### 電阻控制車的廢車與非固定編組
6000系從1998年開始進行廢車作業。1998年時6701編組（3月）、6702編組（2月）、6704編組（1月）的5輛3編組、6801編組（3月）、6802編組（2月）、6804編組（1月）的3輛3編組，合計共24輛進行了廢車處理。作為接替，新製造出了3組8000系8輛編組。
由於廢車是從電阻控制車先行的關係，1999年3月時使用了6803編組、6806編組的車輛和拆除電裝變成拖車的電動車デハ6053來組成5輛編組。デハ6053在拆除電装後變更為サハ6553。デハ6456的集電弓被拆除。クハ6806在1999年1月時、6703編組デハ6053以外的4輛與6803編組的デハ6453在1999年2月時進行了廢車處理。1999年時6705編組（2月）、6706編組（1月）的5輛2編組也進行了廢車處理，合計共有16輛車。取而代之的是製造出了2組8000系8輛編組。電阻控制車在1998年、1999年時全部廢除。廢車過程中得來的主控制装置用在上毛電鐵700型、操縱臺機器則是用於井之頭線的3000系要改造成松本電鐵3000系之時。
|          | ←新宿方向京王八王子方向→ | ←新宿方向京王八王子方向→ | ←新宿方向京王八王子方向→ | ←新宿方向京王八王子方向→ | ←新宿方向京王八王子方向→ | 竣工時期  |
| 型式     | クハ6700                 | デハ6000                 | サハ6550                 | デハ6000                 | デハ6450                 | 竣工時期  |
| 區分     | Tc1                      | M1                       | T                        | M1                       | Mc2                      | 竣工時期  |
| 車輛番號 | 6803                     | 6403                     | 6553 (II) (6053)         | 6406                     | 6456                     | 1999年3月 |

註記
サハ6553為第2代車。連結在旁的デハ6403電動車化前的番號為初代的サハ6553。

### 5門車的4門化以及編組改組

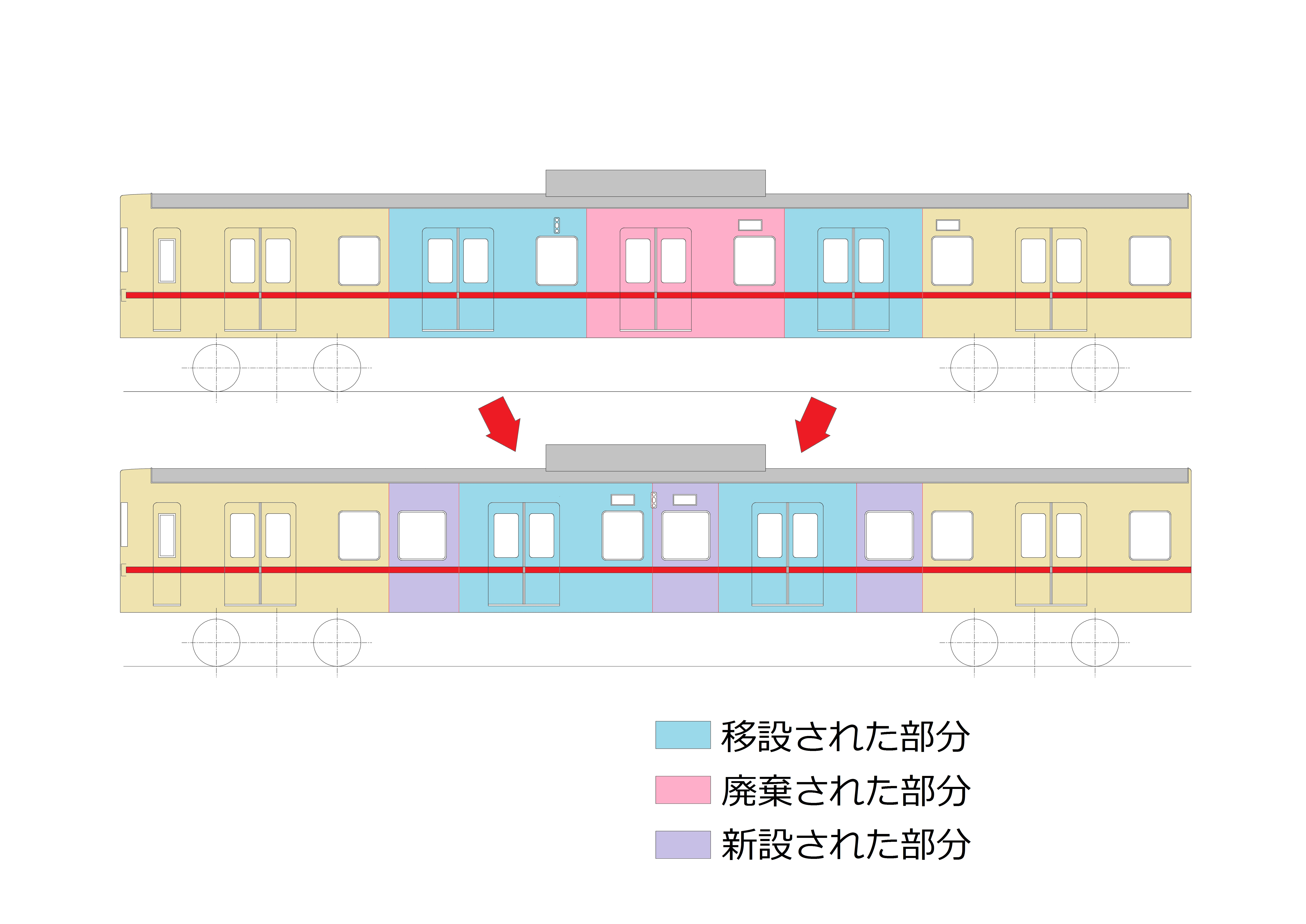
4門化改造的概念圖

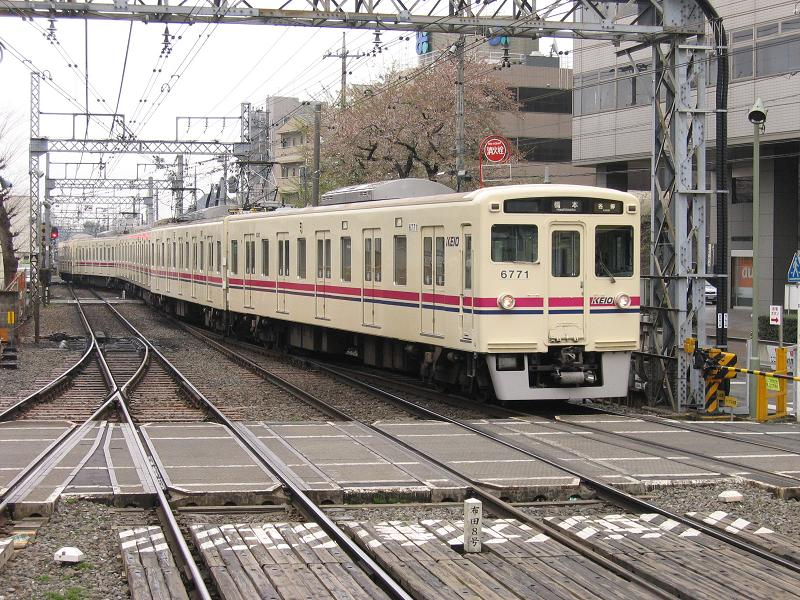
在相模原線内運用的5門車6輛編組（2005年4月13日，調布站）

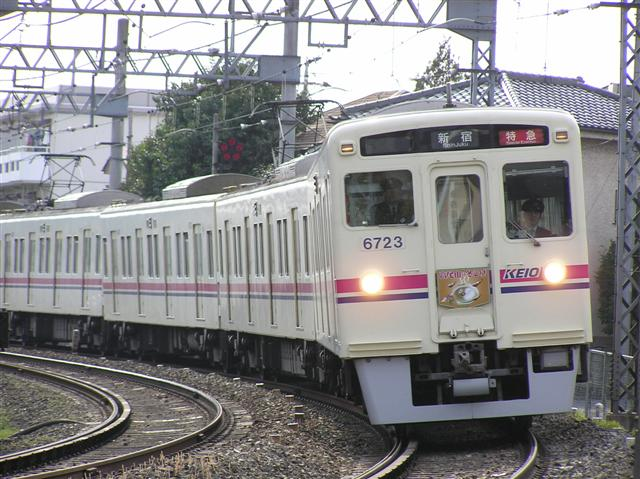
6723編組+6724編組的特急。（2006年3月21日，高幡不動站－南平站之間）。

在剛登場時座椅數量不多就已被視為問題，再加上混雜狀況因長編組化而有所緩和、車門位置不同的車輛在運用上也有所不滿，為了解決這些問題而決定將5門車其中2編組改造為4門車。
除兩端的車門維持原樣外，其餘的側面都進行了改造，先是撤除中央車門、在縮短兩側車門中央的距離來改為4門。在進行改造時為了不讓車體扭曲而是以單側漸進的方式進行施工的。種別與行進方向表示裝置和其他4門車同樣移設到了車體中央。戶袋窗依然沒有設置，為了確保採光而增設了固定窗，而這是京王線中首次採用固定窗的車輛。
當時與其他編組一樣是以5輛編組來運用，但不久後只有這2組5輛編組是連結成為10輛編組運用的。剩下的2組5門車則是改組為6輛編組與4輛編組，分別運用在相模原線與動物園線的區間。デハ6072的車頂上有安裝集電弓。
|          | ←新宿方向京王八王子方向→ | ←新宿方向京王八王子方向→ | ←新宿方向京王八王子方向→ | ←新宿方向京王八王子方向→ | ←新宿方向京王八王子方向→ | 竣工時期            |
| 型式     | クハ6700                 | デハ6000                 | デハ6050                 | デハ6000                 | クハ6750                 | 竣工時期            |
| 區分     | Tc1                      | M1                       | M2                       | M1                       | Tc2                      | 竣工時期            |
| 車輛番號 | 6723 6724                | 6023 6024                | 6073 6074                | 6123 6124                | 6773 6774                | 2000年3月 2000年1月 |
| 搭載機器 | CP                       | CON,PT                   | CP SIV 110               | CON,PT                   | SIV 110                  |                     |
| 自重     | 28.9t                    | 38.8t                    | 37.8t                    | 38.8t                    | 30.6t                    |                     |
| 載客量   | 148                      | 158                      | 158                      | 158                      | 148                      |                     |

|          | ←新宿方向京王八王子方向→ | ←新宿方向京王八王子方向→ | ←新宿方向京王八王子方向→ | ←新宿方向京王八王子方向→ | ←新宿方向京王八王子方向→ | ←新宿方向京王八王子方向→ | 竣工時期  |
| 型式     | クハ6700                 | デハ6000                 | デハ6050                 | デハ6000                 | デハ6000                 | クハ6750                 | 竣工時期  |
| 區分     | Tc1                      | M1                       | M2                       | M1                       | M1                       | Tc2                      | 竣工時期  |
| 車輛番號 | 6721                     | 6021                     | 6071                     | 6121                     | 6122                     | 6771                     | 2000年8月 |

|          | ←新宿方向京王八王子方向→ | ←新宿方向京王八王子方向→ | ←新宿方向京王八王子方向→ | ←新宿方向京王八王子方向→ | 竣工時期  |
| 型式     | クハ6700                 | デハ6000                 | デハ6050                 | クハ6750                 | 竣工時期  |
| 區分     | Tc1                      | M1                       | M2                       | Mc2                      | 竣工時期  |
| 車輛番號 | 6722                     | 6022                     | 6072                     | 6772                     | 2000年8月 |

### 追加的直通運行對應工程與廢車進度
為了取代初期製造的30番台，後期製造的車輛進行了新宿線直通運行對應化改造的工程。6748編組，6749編組正面的行駛番號表示器更換為LED式。被這些追加改造車給取代的，6731編組在2001年11月時、6732編組在2002年10月時、6733編組在2003年10月時進行了廢車處理。
|          | ←新宿方向京王八王子方向→            | ←新宿方向京王八王子方向→            | ←新宿方向京王八王子方向→            | ←新宿方向京王八王子方向→            | ←新宿方向京王八王子方向→            | ←新宿方向京王八王子方向→            | ←新宿方向京王八王子方向→            | ←新宿方向京王八王子方向→            | 竣工時期                        |
| 型式     | クハ6700                            | デハ6000                            | デハ6050                            | デハ6000                            | デハ6050                            | デハ6000                            | デハ6050                            | クハ6750                            | 竣工時期                        |
| 區分     | Tc1                                 | M1                                  | M2                                  | M1                                  | M2                                  | M1                                  | M2                                  | Tc2                                 | 竣工時期                        |
| 車輛番號 | 6746 (6716) 6748 (6718) 6749 (6719) | 6046 (6016) 6048 (6018) 6049 (6019) | 6096 (6066) 6098 (6068) 6099 (6069) | 6146 (6116) 6148 (6118) 6149 (6119) | 6196 (6566) 6198 (6568) 6199 (6569) | 6246 (6216) 6248 (6218) 6249 (6219) | 6296 (6266) 6298 (6268) 6299 (6269) | 6796 (6716) 6798 (6768) 6799 (6719) | 2003年12月 2002年12月 2002年1月 |

2001年時除了6731編組以外，6710編組在12月時、6711編組在1月時、1999年組成的暫定6803編組與6805編組在2月時報廢，合計共32輛進行了廢車處理。6711編組是激磁斬波車首次的廢車、6731編組則是30番台首次的廢車。2002年時除了6732編組以外，6712編組在1月時報廢，合計共16輛進行了廢車處理。2003年在6733編組廢車後，分散式空調裝置搭載車也就此消滅。為了接替這56輛車，在2000年到2003年中製造出了56輛9000系車輛。

### 1990年代末後的各種改造
在中間連結面之間設置防止跌落用外風檔的工程，從1997年開始進行到2001年為止完工。

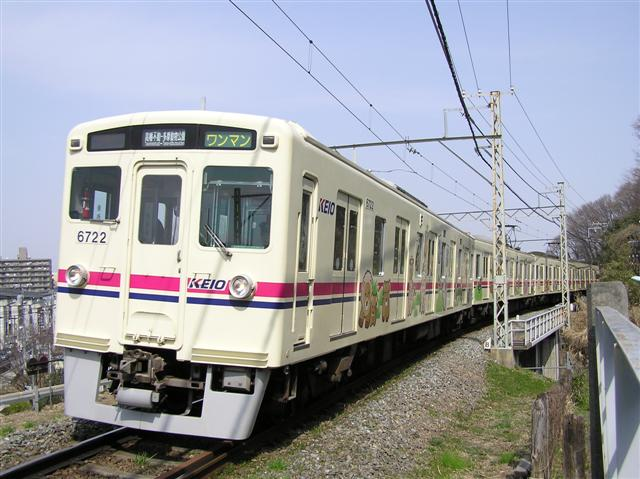
在動物園線内行駛的一人駕駛用6722編組「TAMA ZOO TRAIN」（2006年3月21日，高幡不動－多摩動物公園之間）

競馬場線用的6416編組與6417編組在1999年7月時、動物園線用的6722編組在2000年10月時進行了一人駕駛對應化改造。在助手席側的操縱臺設置了可以和客室通話的電話機。6722編組在同一時間裡施加了一定程度的Tama Zoo Train廣告彩繪。

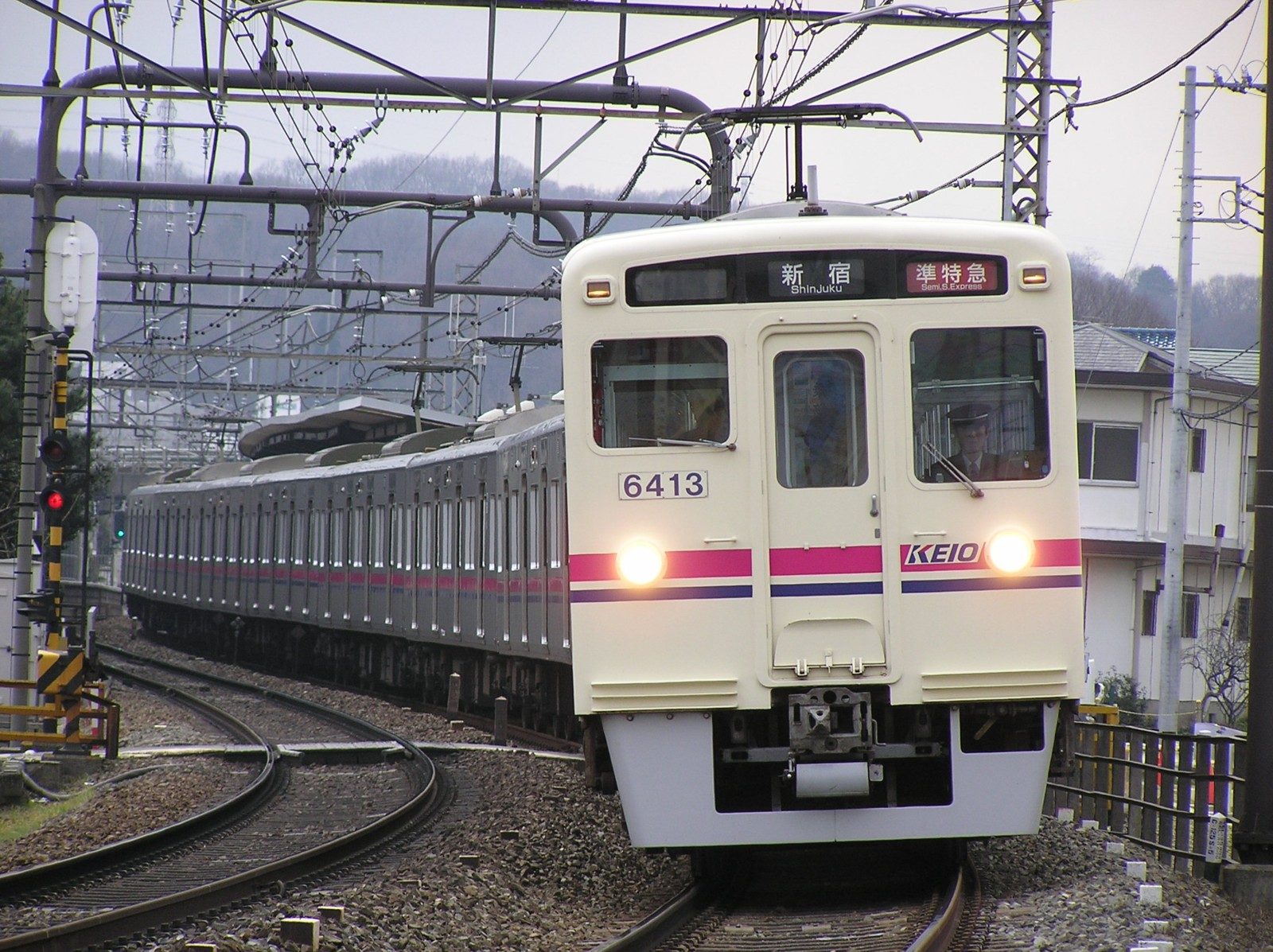
與9000系連結在一起運用的6413編組

在2000年登場的9000系有搭載變換裝置可和6000系、7000系連結的關係，9000系8輛編組有時也會連結6000系2輛編組來運用。6000系雖然也可以和7000系連結，但實際只在2010年8月22日的6717編組廢車回送時，將7423編組連結在橋本方向來行駛的事例而已。
2002年10月時所有編組的帯色從胭脂改為與8000系同樣的京王紅與京王藍。
6721編組在6輛編組化以後デハ6000型デハ6122也是以M1車來使用，但M2車デハ6050型則是被改造成デハ6171。デハ6171雖變為一般不會安裝集電弓的M2車，但原有的集電弓則是保持M1車時的原樣而沒有更動。
|          | ←新宿方向京王八王子方向→ | ←新宿方向京王八王子方向→ | ←新宿方向京王八王子方向→ | ←新宿方向京王八王子方向→ | ←新宿方向京王八王子方向→ | ←新宿方向京王八王子方向→ | 竣工時期  |
| 型式     | クハ6700                 | デハ6000                 | デハ6050                 | デハ6000                 | デハ6050                 | クハ6750                 | 竣工時期  |
| 區分     | Tc1                      | M1                       | M2                       | M1                       | M2                       | Tc2                      | 竣工時期  |
| 車輛番號 | 6721                     | 6021                     | 6071                     | 6121                     | 6171 (6122)              | 6771                     | 2003年5月 |

在2005年左右一部份車輛的集電弓更換為了東洋製的PT-7110單臂式集電弓。2009年時デワ600形型的集電弓也更換為了單臂式集電弓。

### 改造為デワ600型事業用車與0番台的消滅
為了取代從1995年開始就以事業用車來運用的5000系電動貨車，デハ6107、デハ6407、デハ6457在2004年10月時被改造為デワ600型電動貨車。デハ6107切掉了從新宿方向的車門開始的前端，並裝上了クハ6707的操縱臺。デワ600型的詳細請參照後述。沒有被改造為デワ600型的クハ6707、デハ6007、デハ6057、クハ6757、クハ6807共5輛車在7月時廢車，デハ6450型在型式上消滅，0番台就此消滅。
在2004年製造的9000系8輛編組取代了6707編組、6807編組。

### 2007年後的廢車
在2005年9000系新宿線直通運行對應車登場後，加速了6000系的廢車處理進度。
- 2007年
  - 2005年、2006年時製造出了5組9000系10輛編組[155]，6737編組（2月）[193]、6746編組（3月）[193]的8輛2編組、6721編組[58]的6輛1編組（6月）、6431編組（3月）[193]的2輛1編組，合計共24輛進行了廢車處理。在這之中的6721編組クハ6721是於同年8月時，在南大澤站附近的保線車輛基地脫線救援訓練中使用時解體的[162]。
- 2008年
  - 2008年時製造出了9組9000系10輛編組[155]，大量的6000系30番台在今年報廢[194]。6734編組（7月）[59]、6735編組（5月）[59]、6736編組（3月）[58]、6738編組（2月）[58]、6739編組（3月）[58]、6743編組（4月）[59]、6744編組（10月）[59]、6748編組（8月）[59]、6749編組（11月）[59]的8輛9編組與6433編組（4月）[59]、6434編組（5月）[59]、6435編組（5月）[59]、6436編組（10月）[59]、6437編組（11月）[59]、6439編組（8月）[59]的2輛6編組，合計共84輛進行了廢車處理。
- 2009年
  - 9000系仍持續在製造10輛編組，2009年時共製造出了6組[155]。6000系的6713編組（7月）[195]、6714編組（8月）[195]、6740編組（4月）[195]、6741編組（5月）[195]、6742編組（6月）[195]的8輛5編組、6723編組（9月）[195]、6724編組（9月）[195]的5輛2編組、6432編組（4月）[195]、6438編組（6月）[195]、6440編組（5月）[195]的2輛3編組，合計共56輛進行了廢車處理。2009年6月時從都營新宿線直通運行中脫離[60]，30番台就此消滅[196]。

### 復刻塗裝與6000系的全廢

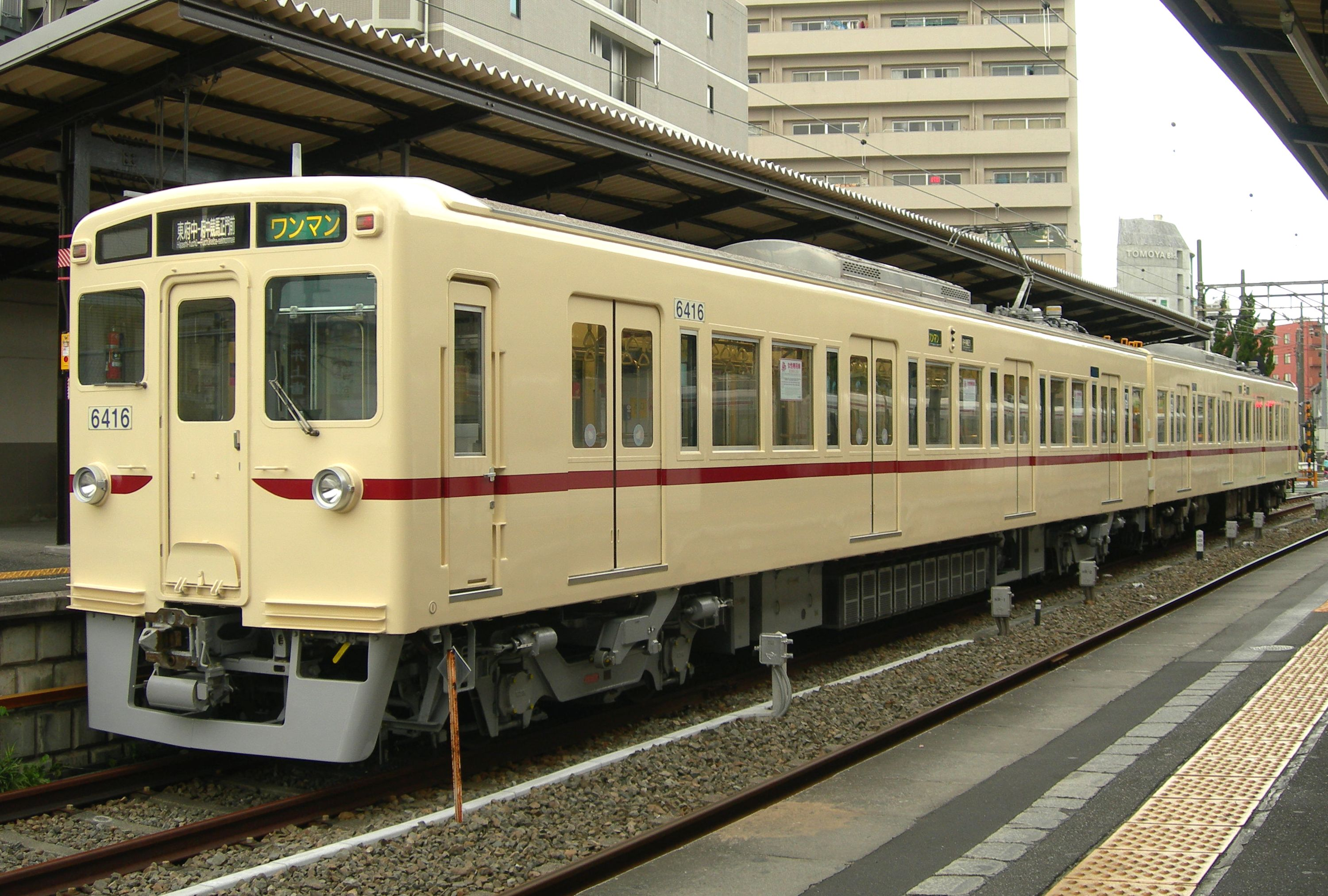
更改成復刻塗裝的6416編組

2009年11月時，回到車場進行對6000系而言是最後一次定期檢查的6416編組，將車身塗裝成了和1972年剛登場時的相近的樣子，並以此塗裝運用到被廢車為止。除了胭脂色帶以外，社名的標示也由KEIO改回KTR。在2010年以後也持續在進行殘存車輛的廢車處理。
- 2010年
  - 2010年時沒有導入新車，6715編組（1月）[195]、6717編組（8月）[22]的8輛2編組、6410編組（4月）[22]、6413編組（4月）[22]、6414編組（4月）[22]、6415編組（4月）[22]的2輛4編組，合計共24輛進行了廢車處理，8輛編組就此消滅。
- 2011年
  - 2011年也沒有導入新車の導入、6411編組（2月）[22]、6412編組（2月）[22]、6416編組（2月）[22]、6417編組（2月）[22]的2輛4編組、6722編組（3月）[22]的4輛1編組，合計共12輛進行了廢車處理，另行保留以外的6000系全車輛在今年全數報廢[21]。

## デワ600型

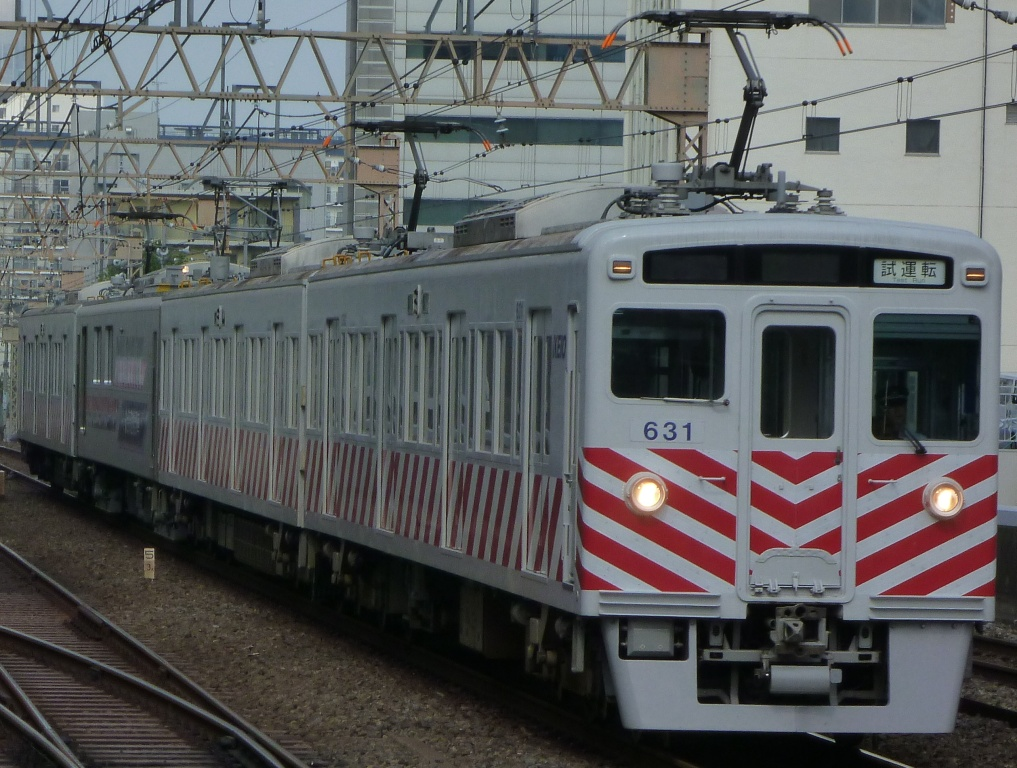
デワ600型
（2014年6月4日，笹塚站）

デワ600型是為了代替自1995年開始以事業用車來運用的5000系電動貨車，在2004年10月時以デハ6107、デハ640、デハ6457改造而成的電動貨車。デワ601雖是用中間車デハ6107改造而成的，但為了要能夠單機運行，切掉了從新宿方向的車門開始的前端，並裝上了クハ6707的操縱臺與單機運行所需的一切器材。在京王八王子方向設置了站內運行用的簡易操縱臺。空氣壓縮機與主控制器安裝在車體下，制軔控制裝置、儲氣槽、電動發動機則是搭載在車內。另外因為車內搭載有高壓器材的關係，一部份的換氣窗裝上了百葉窗。デハ6407改造為デワ621，並在新宿方向設置了簡易操縱臺。由於ATS車載天線安裝在車體下的關係，一部分的儲氣槽搭載在車內，而ATS設備本體也是搭載在車內。用デハ6457改造而成的デワ631因安裝了電動空氣壓縮機的關係，制軔控制裝置與一部分儲氣槽是搭載在車內。デワ601的兩側與デワ621的京王八王子方向連結器，從永久連結器更換為了密著連結器，同時也裝設了在デワ601與デワ621之間連結貨車時能夠供應電源的電源連結器。車體塗裝變更為了灰色，並在正側面加上了紅白鞋線以提高夜間作業的辨識性，另外車體正面的白色斜線是反光膠帶。
除了在デワ601與デワ621之間連結京王チキ290型貨車或京王クヤ900型電聯車來運用之外，相模原線ATC化之後，也在若葉台檢車區、若葉台工場牽引非ATC車的6000系進行入、出庫作業。
在6000系全廢、7000系VVVF變頻控制化結束後，只剩デワ600型是碳鋼製車體且使用直流主電動機車輛的關係，有計畫打算製造VVVF變頻控制、不鏽鋼車體的車輛進行替換。

## 保存車

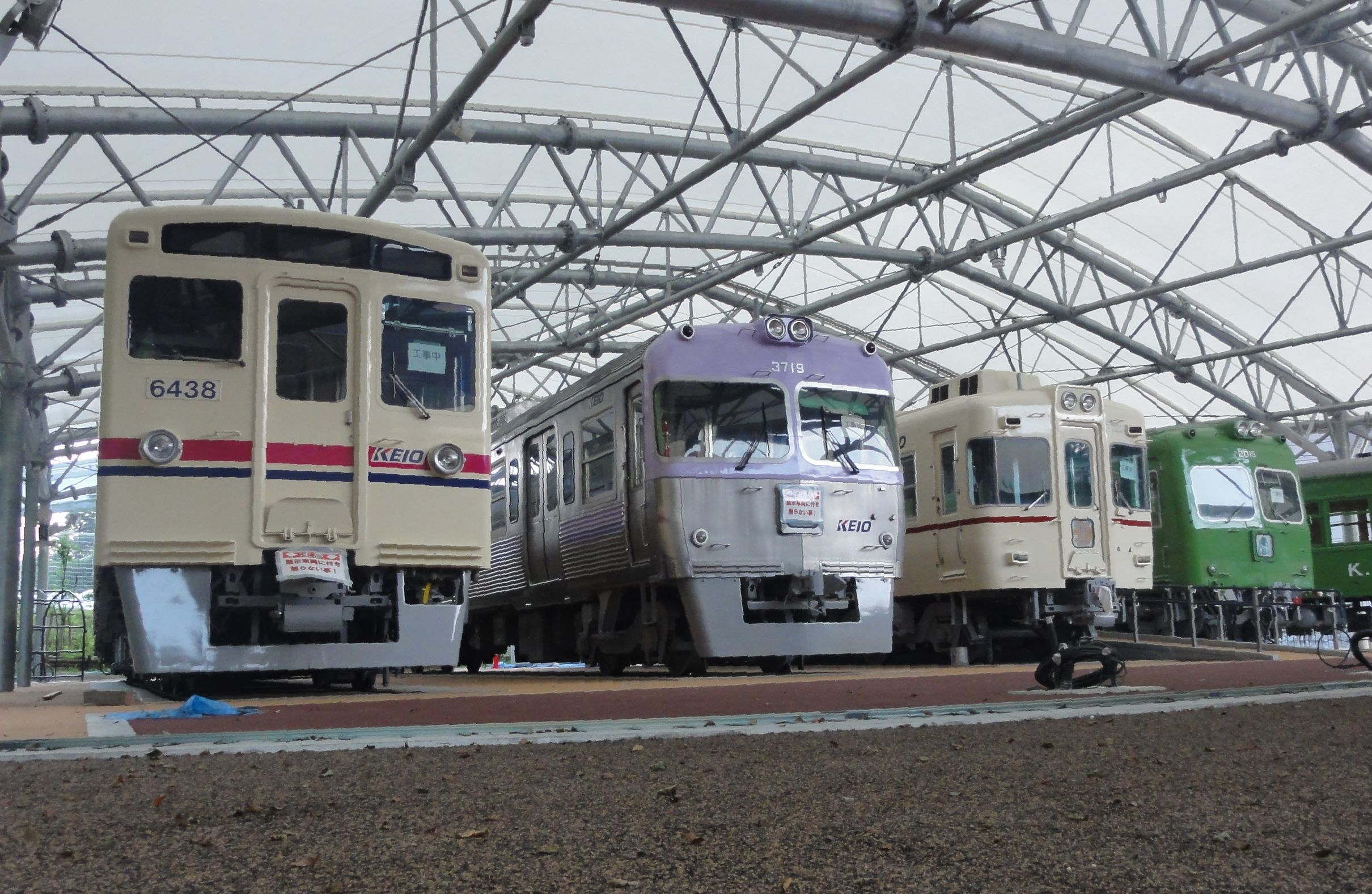
保存在京王鐵道遊樂園的デハ6438

デハ6438在廢車後保管在若葉台檢車區，2013年4月時移動到多摩動物公園站附近，2013年10月時移動到京王鐵道遊樂園進行靜態保存，除此之外在同一場所也展示了クハ6722與クハ6772的操縱臺。

## 運用

### 1970年代
由於6000系是要以急行用來運用而製造成6輛編組的關係，在當時是以7輛5000系編組為特急，6000系6輛編組為急行的方式來運用。1975年時6000系的8輛編組登場後，在平日時也開始以特急來運用，但是一部份車站的月台長度不夠的關係，在尖峰時段的通勤急行等運用6000系的8輛編組時，採取了一部份車門不開啟的措施。
特急在淡季的假日會在高幡不動分割成京王八王子方向與高尾山口方向來運行的關係，所以仍然是由5000系來擔當，但是隨著一部份的6000系5輛+3輛化的關係，在淡季的假日也開始以特急的型式來運用，在旺季時8輛編組會掛上「高尾」、「陣馬」等的車頭牌來運用。5輛編組在平日之中會和綠色車廂一起運用在每站皆停的行駛。
京王新線雖在1978年時開業，但直到開業為止的1年半中直通運行對象的新宿線，除了有來自相模原線的的快速、通勤快速之外，還增加了笹塚－新線新宿之間的折返運行。

### 1980年代
雖然在1980年3月時開始都營新宿線的直通運行，但是比岩本町更東的車站只對應到6輛編組為止的關係，當時的京王車輛的直通運行運用僅到岩本町為止，月台的延伸在1987年12月時只到大島為止，1989年3月時只到本八幡為止，並隨著新宿線的延伸可直通運行的區間也才跟著擴大。從1981年9月時開始一部分尖峰時刻的直通運行車輛進行了10輛編組化，2007年9月時開始京王車輛運用的列車整天都是以10輛編組來運用。從開始直通運行當時到進行10輛編組化之間為了要能夠精算出直通運行的距離，6000系在新宿線內的折返運用是設定為1運用。
在早上尖峰時刻來自相模原線往東直通的列車（相模原線系統），相對於來自京王八王子、高尾山口往調布以東直通系統（京王本線）的1小時10班車僅有5班車的關係，已可預想到相模原線會比京王本線早達到運輸能力的極限，另加上由於京王線新宿站與府中往西各站的10輛編組對應仍需花費一段時間，而比京王本線還要早進行了相模原線－新宿線直通運行系統的10輛編組化。東京都交通局在對應6輛編組的新宿線開業後不久，雖然開始了對應8輛、10輛的延伸工程，但一般被認為是為了確保在開發上有所關聯的多摩新市鎮的運輸能力才會進行協助的。
京王線新宿站的10輛編組對應結束後在1982年11月時京王本線－京王線新宿站系統也開始10輛編組化，但直通運行系統和2輛編組的連結位置有所差異。30番台的2輛編組在當時完全沒有運用到，全車整天都待機在若葉台。

### 1990年代
隨著8000系的登場特急進行了10輛編組化，6000系開始擔當特急來運用，但從1992年開始相模原線開始8輛編組特急的運行而使用6000系來充當。同時季別時刻的午後，開始在高幡不動站進行高尾山口方向5輛與多摩動物公園方向5輛分割、合併的急行運行，使用了6000系來充當。多摩動物公園發車的編組在到達高幡不動後會牽引到京王八王子側，和高尾山口發車的編組進行連結。
相模原線特急依序更換為了8000系的8輛編組，在2001年時廢除了分割急行。5門車連結在容易混雜的編組中央的關係，以2輛+5輛+3輛編組的型式運用在上午的尖峰時刻，在尖峰時刻結束後會分離掉2輛或3輛編組，以7輛或8輛編組的型式運用在每站皆停的行駛。
競馬場線和動物園線分別在1999年時與2000年時一人駕駛化後，開始運用對應一人駕駛的6000系専用編組。

### 2000年代到全廢為止

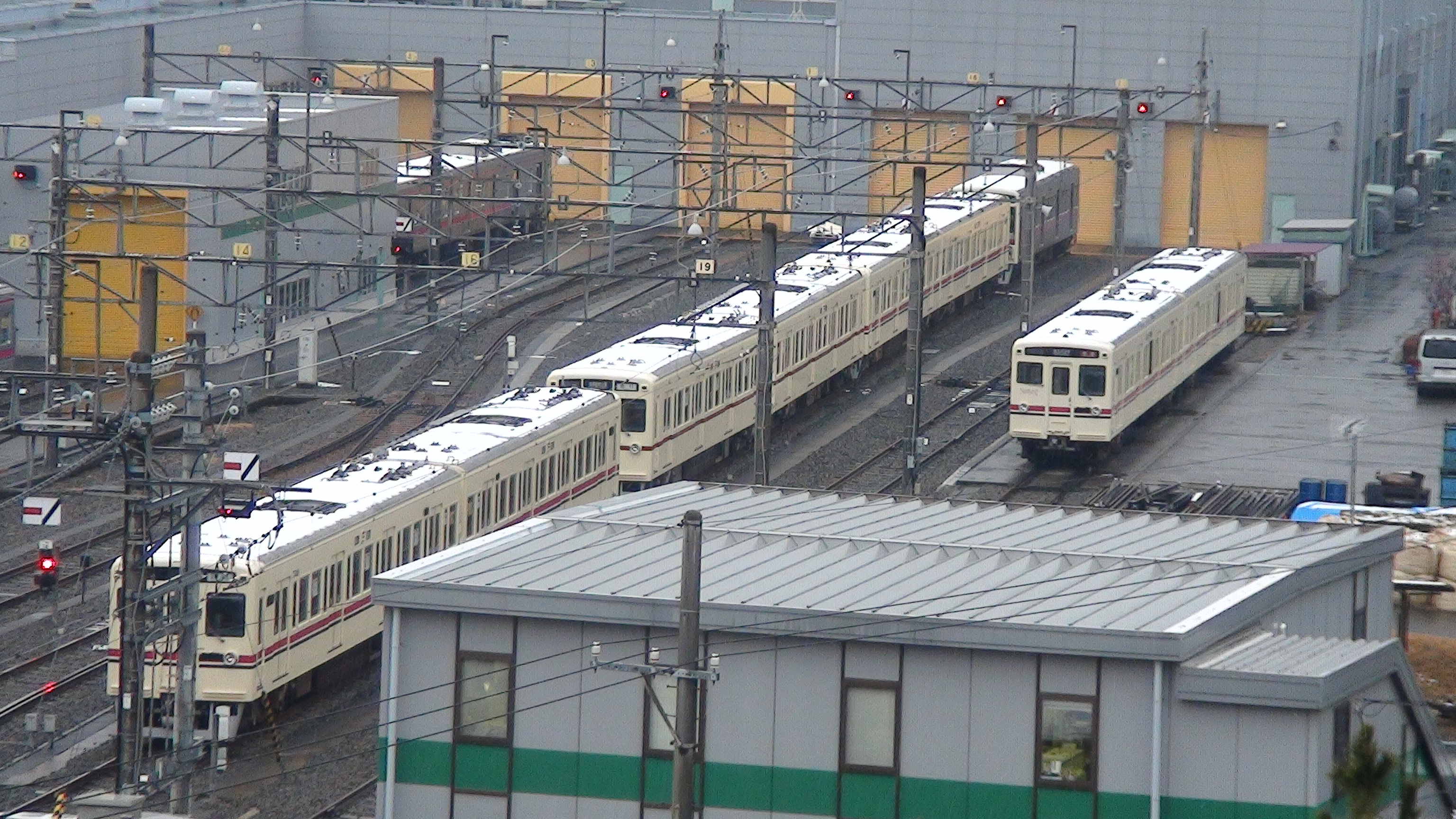
將被解體的6416編組

運用範圍雖隨著廢車的進行而變小，但因都營新宿線對ATC的雜訊容限低，VVVF變頻控制車無法直通運行的關係，6000系直到ATC更新為止都還是直通運行專用車。2007年9月時新宿線直通運行運用全都變成10輛編組以後，30番台的8輛+2輛在實質上是當成固定編組來運用。
在新宿線的ATC更新之後加速了廢車的進行，在2009年6月時從直通運行運用中脫離，2010年8月時8輛編組全數廢除。
用5門車改造出的4門車當時是和其他車輛一樣以5輛編組來運用，但其他的5輛編組在廢車之後，是以將2班車合併10輛編組來運用。5門車的6輛編組已在相模原線內折返的每站皆停來運用，5門車4輛編組則是進行一人駕駛化改造、施加一定程度的廣告用彩繪後，運用在動物園線。競馬場線與動物園線的一人駕駛對應車是末期僅存的現役一般車輛，但分別在2011年1月與3月時結束運用、全車進行廢車處理。

## 脚註

### 出典
1. 1 2 3 4 5 6 7 8 9 10 11 12 13 14 15 16 17 18 19 20 21  《鉄道ピクトリアル》通巻578号p212
2. 1 2 3  《鉄道ピクトリアル》通巻734号p8
3. 1 2 3 4 5 6 7 8 9 10 11 12 13 14 15 16 17 18 19 20 21  《鉄道ファン》通巻137号p88
4. 1 2 3 4 5 6 7 8 9 10 11 12  《鉄道ピクトリアル》通巻578号p36
5. 1 2 3 4  《鉄道ピクトリアル》通巻278号p70
6. 1 2 3 4  《鉄道ピクトリアル》通巻278号p71
7. 1 2 3 4 5 6 7 8 9 10 11 12 13 14 15 16 17 18 19 20 21 22  《鉄道ピクトリアル》通巻422号p169
8. 1 2 3 4 5 6 7 8 9 10 11 12 13 14 15 16 17 18 19 20 21 22 23 24 25 26  《鉄道ピクトリアル》通巻422号p170
9. 1 2  《鉄道ピクトリアル》通巻734号p26
10. 1 2 3 4 5 6 7 8 9 10 11 12 13  《鉄道ピクトリアル》通巻578号p234
11. 1 2 3 4 5 6  《鉄道ピクトリアル》通巻578号p235
12. 1 2 3  《鉄道ピクトリアル》通巻734号p260
13. 1 2 3 4 5 6 7 8 9 10 11 12 13 14 15  《鉄道ファン》通巻137号p89
14. ↑  《鉄道ピクトリアル》通巻422号p148
15. 1 2 3 4 5  《鉄道ピクトリアル》通巻422号p85
16. 1 2  《鉄道ピクトリアル》通巻734号p212
17. 1 2 3 4  《鉄道ファン》通巻137号p90
18. ↑  《京王電鉄のひみつ》p14
19. 1 2 3 4 5 6 7 8 9 10 11 12 13 14 15 16  《鉄道ファン》通巻137号p86
20. ↑  《鉄道ピクトリアル》通巻578号p187
21. 1 2 3 4 5 6  《鉄道車両年鑑2011年版》p132
22. 1 2 3 4 5 6 7 8 9 10 11 12 13 14  《鉄道車両年鑑2011年版》p213
23. 1 2 3  《鉄道ファン》通巻452号p81
24. 1 2 3  《鉄道ピクトリアル》通巻893号p191
25. 1 2 3 4 5  《鉄道ファン》通巻452号p72
26. 1 2  村松2012 p96
27. 1 2  《鉄道ピクトリアル》通巻578号p35
28. ↑  《鉄道ピクトリアル》通巻422号p83
29. 1 2 3 4 5 6 7 8 9  《鉄道ピクトリアル》通巻422号p149
30. 1 2 3 4 5  《鉄道ダイヤ情報》通巻310号p14
31. ↑  《鉄道ピクトリアル》通巻278号p63
32. 1 2 3 4 5 6 7 8 9 10 11 12  《鉄道ピクトリアル》通巻578号p38
33. 1 2 3 4 5 6 7  《鉄道ピクトリアル》通巻734号p44
34. ↑  《鉄道ダイヤ情報》通巻310号p90
35. ↑  《鉄道ピクトリアル》通巻422号p20
36. ↑  《鉄道ピクトリアル》通巻578号p106
37. 1 2  《鉄道ピクトリアル》通巻578号p115
38. 1 2  《鉄道ファン》通巻269号p56
39. 1 2  《鉄道ピクトリアル》通巻578号p104
40. ↑  《鉄道ピクトリアル》通巻422号p82
41. 1 2 3 4 5 6 7 8 9 10 11 12 13 14 15  《鉄道ファン》通巻137号p87
42. ↑  飯島1986 p21
43. 1 2 3 4 5 6 7 8 9 10 11 12 13 14 15 16 17 18 19 20 21 22  《鉄道ピクトリアル》通巻422号p159
44. 1 2 3 4 5 6  《鉄道ピクトリアル》通巻422号p160
45. 1 2 3 4 5  《鉄道ファン》通巻243号p93
46. 1 2 3 4 5 6 7 8 9 10 11 12  《鉄道ピクトリアル》通巻578号p213
47. ↑  《鉄道ピクトリアル》通巻578号p43
48. 1 2 3 4 5  《鉄道ファン》通巻452号p76
49. 1 2 3 4 5 6 7 8 9  《鉄道ファン》通巻452号p77
50. 1 2 3 4 5 6 7 8 9  《鉄道ピクトリアル》通巻734号p248
51. 1 2 3  《とれいん》通巻397号p21
52. 1 2  《京王電鉄の世界》 p76
53. 1 2 3  《鉄道車両年鑑2002年版》p108
54. 1 2 3  《新車年鑑2000年版》p187
55. 1 2  《鉄道ピクトリアル》通巻578号p46
56. 1 2 3  《鉄道ピクトリアル》通巻734号p42
57. ↑  『鉄道車両年鑑2006年版』p150
58. 1 2 3 4 5  《鉄道車両年鑑2008年版》p245
59. 1 2 3 4 5 6 7 8 9 10 11 12 13  《鉄道車両年鑑2009年版》p219
60. 1 2 3  . railf.jp（交友社）.   [2013-06-09]. （原始内容存档于2020-10-22）.
61. ↑  . railf.jp（交友社）.   [2013-05-25]. （原始内容存档于2018-07-11）.
62. ↑  . railf.jp（交友社）.   [2011-04-01]. （原始内容存档于2020-11-27）.
63. 1 2 3 4 5 6 7 8  《鉄道車両年鑑2005年版》p130
64. 1 2 3  . railf.jp（交友社）.   [2013-02-08]. （原始内容存档于2020-10-22）.
65. ↑  《鉄道ピクトリアル》通巻422号p157
66. ↑  《鉄道ファン》通巻277号p52
67. ↑  《鉄道ファン》通巻277号p54
68. 1 2  《鉄道ダイヤ情報》通巻310号p27
69. ↑  《鉄道ダイヤ情報》通巻310号p21
70. 1 2 3 4  《鉄道ダイヤ情報》通巻310号p28
71. 1 2 3 4 5 6 7 8 9 10 11 12 13  《鉄道ピクトリアル》通巻578号p215
72. 1 2 3 4 5 6 7 8 9 10 11 12 13 14 15  《鉄道ピクトリアル》通巻578号p216
73. ↑  《鉄道ピクトリアル》通巻734号p218
74. 1 2 3 4 5  《鉄道ピクトリアル》通巻734号p246
75. 1 2 3 4 5 6 7  《鉄道ピクトリアル》通巻734号p247
76. 1 2 3 4 5 6 7 8 9  《鉄道ピクトリアル》通巻734号p249
77. ↑  《鉄道ピクトリアル》通巻734号p250
78. ↑  《鉄道ピクトリアル》通巻734号p251
79. 1 2 3  《鉄道ピクトリアル》通巻578号p245
80. 1 2 3 4  《鉄道ピクトリアル》通巻578号p246
81. 1 2 3 4 5 6 7 8 9  《鉄道ピクトリアル》通巻578号p247
82. 1 2 3 4 5 6 7  《鉄道ピクトリアル》通巻578号p248
83. ↑  《鉄道ファン》通巻269号p51
84. 1 2  《鉄道ダイヤ情報》通巻310号p13
85. ↑  《鉄道車両年鑑2013年版》p110
86. ↑  《京王電鉄の世界》 p101
87. ↑  《鉄道ダイヤ情報》通巻154号p18
88. ↑  《鉄道ジャーナル》通巻472号p107
89. 1 2 3 4 5  《鉄道ピクトリアル》通巻422号p158
90. 1 2 3 4 5 6 7 8 9 10 11 12 13  《鉄道ファン》通巻452号p78
91. 1 2  《鉄道ピクトリアル》通巻578号p217
92. ↑  《鉄道ピクトリアル》通巻278号p67
93. ↑  《鉄道ピクトリアル》通巻893号p186
94. 1 2 3 4 5 6 7 8 9 10  《鉄道ピクトリアル》通巻578号p214
95. ↑  《鉄道ピクトリアル》通巻578号p37
96. 1 2 3 4  《新車年鑑1991年版》p157
97. 1 2 3 4  《鉄道ファン》通巻243号p94
98. ↑  《鉄道ファン》通巻137号p39
99. ↑  《鉄道ファン》通巻137号p92
100. 1 2 3 4  《新車年鑑1991年版》p238
101. ↑  《鉄道ピクトリアル》通巻734号p213
102. ↑  《鉄道ピクトリアル》通巻734号p45
103. ↑  《鉄道ピクトリアル》通巻734号p214
104. 1 2  《鉄道ピクトリアル》通巻578号p233
105. 1 2 3 4 5 6 7 8 9 10 11 12 13 14 15 16  《鉄道ピクトリアル》通巻578号p249
106. 1 2 3 4 5  《鉄道ファン》通巻243号付図 RF22162
107. 1 2 3 4 5 6 7 8 9 10 11  《鉄道ピクトリアル》通巻578号p250
108. ↑  飯島1986 p24
109. 1 2  《鉄道ファン》通巻583号p82
110. ↑  《鉄道ファン》通巻583号p83
111. 1 2 3  《鉄道ファン》通巻583号p85
112. 1 2 3  飯島1986 p29
113. 1 2 3 4 5 6 7 8 9 10 11 12 13 14 15 16 17 18 19 20 21 22  《鉄道ピクトリアル》通巻422号p171
114. ↑  村松2012 p97
115. 1 2  《鉄道ピクトリアル》通巻893号p187
116. 1 2  《鉄道ピクトリアル》通巻734号p115
117. 1 2 3  《鉄道ピクトリアル》通巻422号p30
118. ↑  《鉄道ピクトリアル》通巻783号p83
119. ↑  《鉄道ピクトリアル》通巻893号p188
120. ↑  《鉄道ピクトリアル》通巻678号p45
121. ↑  《鉄道ファン》通巻452号p71
122. ↑  《鉄道ピクトリアル》通巻278号p62
123. 1 2 3  飯島1986 p37
124. ↑  《鉄道ファン》通巻452号p73
125. ↑  《鉄道ピクトリアル》通巻734号p216
126. 1 2 3 4  《鉄道ファン》通巻452号p74
127. 1 2  《鉄道ピクトリアル》通巻358号p56
128. ↑  《鉄道ピクトリアル》通巻578号p188
129. 1 2  《鉄道ピクトリアル》通巻422号p39
130. 1 2 3 4  《鉄道ピクトリアル》通巻578号p26
131. 1 2 3 4  《鉄道ピクトリアル》通巻578号p218
132. ↑  《鉄道ピクトリアル》通巻893号p189
133. 1 2 3 4 5 6  《鉄道ファン》通巻452号p79
134. 1 2 3  《鉄道ファン》通巻452号p80
135. 1 2  《鉄道ファン》通巻452号p75
136. ↑  《鉄道ファン》通巻243号p95
137. 1 2  《鉄道ダイヤ情報》通巻154号p19
138. ↑  《鉄道ピクトリアル》通巻578号p251
139. 1 2 3  《鉄道ファン》通巻243号付図 RF22163
140. 1 2  飯島1986 p114
141. 1 2  《鉄道ジャーナル》通巻472号p108
142. ↑  《京王電鉄のひみつ》p136
143. ↑  《鉄道ピクトリアル》通巻734号p14
144. 1 2 3  《鉄道ピクトリアル》通巻578号p26
145. 1 2 3  《鉄道ピクトリアル》通巻578号p26
146. ↑  《京王電鉄の世界》 p83
147. 1 2 3 4 5 6  《新車年鑑1991年版》p156
148. 1 2  《新車年鑑1991年版》p242
149. 1 2 3  《鉄道ピクトリアル》通巻578号p20
150. ↑  《京王電鉄のひみつ》p117
151. ↑  《京王電鉄の世界》 p74
152. ↑  《鉄道ダイヤ情報》通巻154号p22
153. ↑  《新車年鑑1998年版》p86
154. 1 2 3 4 5 6  《新車年鑑1998年版》p209
155. 1 2 3 4 5 6 7  《鉄道ダイヤ情報》通巻154号p13
156. 1 2 3 4  《新車年鑑1999年版》p95
157. ↑  《鉄道ピクトリアル》通巻734号p236
158. 1 2  《新車年鑑1999年版》p184
159. ↑  《鉄道ピクトリアル》通巻678号p51
160. ↑  《新車年鑑1999年版》p178
161. 1 2 3 4 5 6  《新車年鑑2000年版》p126
162. 1 2  《鉄道ファン》通巻583号p84
163. ↑  村松2012 p98
164. ↑  《鉄道ピクトリアル》通巻734号p23
165. 1 2 3  《鉄道ダイヤ情報》通巻310号p26
166. 1 2 3 4 5 6  《新車年鑑2001年版》p95
167. 1 2 3  《鉄道車両年鑑2008年版》p129
168. ↑  《鉄道車両年鑑2008年版》p130
169. ↑  《新車年鑑2001年版》p96
170. 1 2 3  《新車年鑑2000年版》p185
171. 1 2 3  《鉄道車両年鑑2003年版》p210
172. 1 2  《鉄道車両年鑑2003年版》p211
173. 1 2 3 4  《鉄道車両年鑑2004年版》p218
174. 1 2 3  《鉄道ピクトリアル》通巻734号p215
175. ↑  《鉄道ジャーナル》通巻472号p109
176. 1 2 3  《鉄道車両年鑑2002年版》p192
177. 1 2  《新車年鑑2001年版》p182
178. ↑  《鉄道ピクトリアル》通巻734号p49
179. 1 2  《新車年鑑2000年版》p104
180. ↑  《鉄道ピクトリアル》通巻734号p47
181. ↑  《鉄道ピクトリアル》通巻734号p46
182. ↑  . railf.jp（交友社）.   [2013-05-06]. （原始内容存档于2020-10-22）.
183. ↑  村松2012 p175
184. ↑  《京王電鉄のひみつ》p174
185. 1 2  《鉄道車両年鑑2004年版》p126
186. ↑  《鉄道車両年鑑2006年版》p124
187. ↑  《鉄道ピクトリアル》通巻893号p190
188. ↑  《鉄道車両年鑑2012年版》p195
189. 1 2  《鉄道ピクトリアル》通巻893号p254
190. 1 2 3 4 5 6 7 8 9  《鉄道車両年鑑2005年版》p131
191. ↑  《鉄道車両年鑑2005年版》p218
192. ↑  《鉄道車両年鑑2005年版》p96
193. 1 2 3  《鉄道車両年鑑2007年版》p226
194. ↑  《鉄道車両年鑑2009年版》p115
195. 1 2 3 4 5 6 7 8 9 10 11  《鉄道車両年鑑2010年版》p215
196. ↑  《鉄道車両年鑑2010年版》p123
197. 1 2  《鉄道ダイヤ情報》通巻310号p25
198. ↑  《鉄道ピクトリアル》通巻893号p23
199. ↑  . railf.jp（交友社）.   [2013-04-04]. （原始内容存档于2020-10-22）.
200. ↑  飯島1986 p113
201. ↑  《鉄道ピクトリアル》通巻578号p121
202. 1 2  《鉄道ピクトリアル》通巻734号p117
203. ↑  飯島1986 p33
204. ↑  《鉄道ピクトリアル》通巻578号p29
205. 1 2 3  《鉄道ピクトリアル》通巻578号p30
206. ↑  《鉄道ダイヤ情報》通巻154号p26
207. ↑  《鉄道ピクトリアル》通巻734号p158
208. 《鉄道ピクトリアル》通巻422号p152
209. 《鉄道ファン》通巻452号p70

### 書籍
- 飯島 巌; 森本富夫、荒川好夫. . NEKO PUBLISHING. 2002. ISBN 4873663008.
- 京王電鉄広報部. . 京王電鉄. 1998.
- . PHP研究所. 2012. ISBN 9784569807157.
- 村松 功. . JTB Publishing. 2012. ISBN 9784533085628.
- . 交通新聞社. 2013. ISBN 9784330415130.

### 雑誌記事
- 《鉄道ファン》通巻137号（1972年9月・交友社）
  - 鉄道ファン編集部. : 86–90.
  - 京王帝都車両課次長 藤井 宏. : 86–90.
  - 鉄道ファン編集部. : 91–93.
- 《鉄道ピクトリアル》通巻278号「特集 京王帝都電鉄」（1973年5月・電気車研究会）
  - 合葉 博治; 猪俣 剛. : 62–72. 
  - : 70–72.
- 《鉄道ピクトリアル》通巻358号（1979年2月・電気車研究会）
  - 宮地 徳文. : 54–56.
- 《鉄道ファン》通巻243号（1981年7月・交友社）
  - 京王帝都電鉄車両部 大原 保道. : 93–95.
- 《鉄道ピクトリアル》通巻422号「特集 京王帝都電鉄」（1983年9月・電気車研究会）
  - 青木 栄一. : 13–20.
  - 益崎 興紀. : 26–31.
  - 大原 保道. : 82–85.
  - 編集部. : 121–135.
  - 高橋 孝一郎. : 147–163.
  - : 164–171.

- 《鉄道ファン》通巻269号（1983年9月・交友社）
  - 合葉 博治. : 47–56.
- 《鉄道ファン》通巻277号（1984年5月・交友社）
  - 京王帝都電鉄車両部車両課. : 52–56.
- 『ナブコ技報』通巻72号（1991年7月）（1991年7月・株式会社ナブコ）
  - 森田 光正 (日本エヤーブレーキ). : 44–46.
- 《鉄道ピクトリアル》通巻550号「新車年鑑1991年版」（1993年10月・電気車研究会）
  - 京王帝都電鉄車両部車両課. : 156–157.
  - : 238–240.
  - : 241–252.
- 《鉄道ピクトリアル》通巻578号「特集 京王帝都電鉄」（1993年7月・電気車研究会）
  - 土屋 和夫、今城 光英. : 15–21.
  - 野口 紘一. : 22–33.
  - 京王帝都電鉄車両部車両課. : 34–42.
  - 京王帝都電鉄車両部車両課. : 43–50.
  - 青木 栄一. : 97–110.
  - 永井 信弘. : 111–116.
  - 小野島 和彦. : 117–125.
  - : 186–192.
  - 石井 秀典. : 212–218.
  - 出﨑 宏. : 223–242.
  - : 243–257.
- 《鉄道ダイヤ情報》通巻154号「総力特集 京王帝都 1997」（1997年2月・弘済出版社）
  - 楠居 利彦. : 18–33.
- 《鉄道ピクトリアル》通巻660号「新車年鑑1998年版」（1998年10月・電気車研究会）
  - 藤井 信夫、大幡 哲海、岸上 明彦. : 83–100.
  - : 198–210.
- 《鉄道ファン》通巻452号（1998年12月・交友社）
  - 京王鉄道友の会. : 70–81.
- 《鉄道ピクトリアル》通巻676号「新車年鑑1999年版」（1999年10月・電気車研究会）
  - 藤井 信夫、大幡 哲海、岸上 明彦. : 91–107.
  - : 176–185.
- 《鉄道ピクトリアル》通巻678号（1999年12月・電気車研究会）
  - 岸 由一郎. : 44–53.
- 《鉄道ピクトリアル》通巻692号「新車年鑑2000年版」（2000年10月・電気車研究会）
  - 藤井 信夫、大幡 哲海、岸上 明彦. : 101–119.
  - 京王帝都電鉄車両部車両課 吉田 武司. : 185–187.
  - : 238–240.
  - : 187–201.
- 《鉄道ピクトリアル》通巻708号「新車年鑑2001年版」（2001年10月・電気車研究会）
  - 藤井 信夫、大幡 哲海、岸上 明彦. : 93–109.
  - : 175–183.
- 《鉄道ピクトリアル》通巻723号「鉄道車両年鑑2002年版」（2002年10月・電気車研究会）
  - : 104–120.
  - : 190–200.
- 《鉄道ピクトリアル》通巻734号「特集 京王電鉄」（2003年7月・電気車研究会）
  - : 8.
  - 京王電鉄広報部. : 10–16.
  - 田中 健輔. : 23–32.
  - 京王電鉄車両電気部車両課. : 42–49.
  - 永井 信弘. : 112–117.
  - 京王電鉄車両電気部車両課. : 157–159.
  - : 212–235.
  - : 236–239.
  - : 240–259.
  - : 259–260.
- 《鉄道ピクトリアル》通巻738号「鉄道車両年鑑2003年版」（2003年10月・電気車研究会）
  - : 208–219.
- 《鉄道ピクトリアル》通巻753号「鉄道車両年鑑2004年版」（2004年10月・電気車研究会）
  - 岸上 明彦. : 120–140.
  - : 216–227.
- 《鉄道ピクトリアル》通巻767号「鉄道車両年鑑2005年版」（2005年10月・電気車研究会）
  - 京王電鉄 車両電気部車両課 宮葉 浩委. : 130–131.
  - : 186–191.
  - : 214–229.
- 《鉄道ジャーナル》通巻472号（2006年2月・鉄道ジャーナル社）
  - 東京工業大学鉄道研究部. : 106–110.
- 《鉄道ピクトリアル》通巻781号「鉄道車両年鑑2006年版」（2006年10月・電気車研究会）
  - : 222–235.
- 《鉄道ピクトリアル》通巻783号（2006年12月・電気車研究会）
  - 結城明日香. : 83.
- 《鉄道ピクトリアル》通巻795号「鉄道車両年鑑2007年版」（2007年10月・電気車研究会）
  - : 205–220.
- 《鉄道ピクトリアル》通巻810号「鉄道車両年鑑2008年版」（2008年10月・電気車研究会）
  - : 122–151.
  - : 242–255.
- 《とれいん》通巻397号「アイボリーの駿馬 京王線特集」（2008年1月・エリエイ プレス・アイゼンバーン）
  - : 20–31.
- 《鉄道ピクトリアル》通巻825号「鉄道車両年鑑2009年版」（2009年10月・電気車研究会）
  - : 108–134.
  - : 218–219.
- 《鉄道ファン》通巻583号（2009年11月・交友社）
  - 鈴木 洋. : 82–85.
- 《鉄道ダイヤ情報》通巻310号「特集 京王電鉄車両カタログ 2010」（2010年2月・交通新聞社）
  - 楠居 利彦. : 12–14.
  - 楠居 利彦. : 15–37.
  - : 89–91.
- 《東洋電機技報》通巻121号（2010年3月・東洋電機製造）
  - : 1–4.
- 《鉄道ピクトリアル》通巻840号「鉄道車両年鑑2010年版」（2010年10月・電気車研究会）
  - : 116–142.
  - : 212–225.
- 《鉄道ピクトリアル》通巻855号「鉄道車両年鑑2011年版」（2011年10月・電気車研究会）
  - 岸上 明彦. : 123–154.
  - : 210–222.
- 《鉄道ピクトリアル》通巻868号「鉄道車両年鑑2012年版」（2012年10月・電気車研究会）
  - : 194–198.
- 《鉄道ピクトリアル》通巻881号「鉄道車両年鑑2013年版」（2013年10月・電気車研究会）
  - 岸上 明彦. : 100–133.
- 《鉄道ピクトリアル》通巻893号「特集 京王電鉄」（2014年8月・電気車研究会）
  - 高橋泰三、今城光英. : 18–25.
  - : 186–191.
  - 藤田 吾朗. : 231–259.